# Cathédrale Saint-Julien du Mans
La cathédrale Saint-Julien du Mans est un lieu de culte catholique, siège du diocèse du Mans, située au Mans, en France. Elle est l’une des plus grandes cathédrale de l’époque gothique-romane de France, témoignage médiéval du style architectural du gothique angevin.
Cette cathédrale a subi maintes constructions et reconstructions depuis sa fondation. Commencée vers 1060 sous l'épiscopat de Vulgrin, elle fut achevée vers 1430. Elle aurait dû être encore agrandie vers 1500, mais le manque de moyens fit se résigner l'évêque de l’époque. Attaquée par la pollution de l'air au fil des ans, sujette au vieillissement naturel, la cathédrale Saint-Julien est un chantier quasi permanent de rénovation. Elle abrite les tombes de saint Julien et de Charles d’Anjou. Située sur la butte du Vieux-Mans, l'édifice possède une tour culminant à 64 mètres qui en fait l'édifice le plus haut de l'agglomération mancelle.
En 2023, l'édifice est sacré plus belle cathédrale de France.

## Aspects géographiques

### Un site sacré

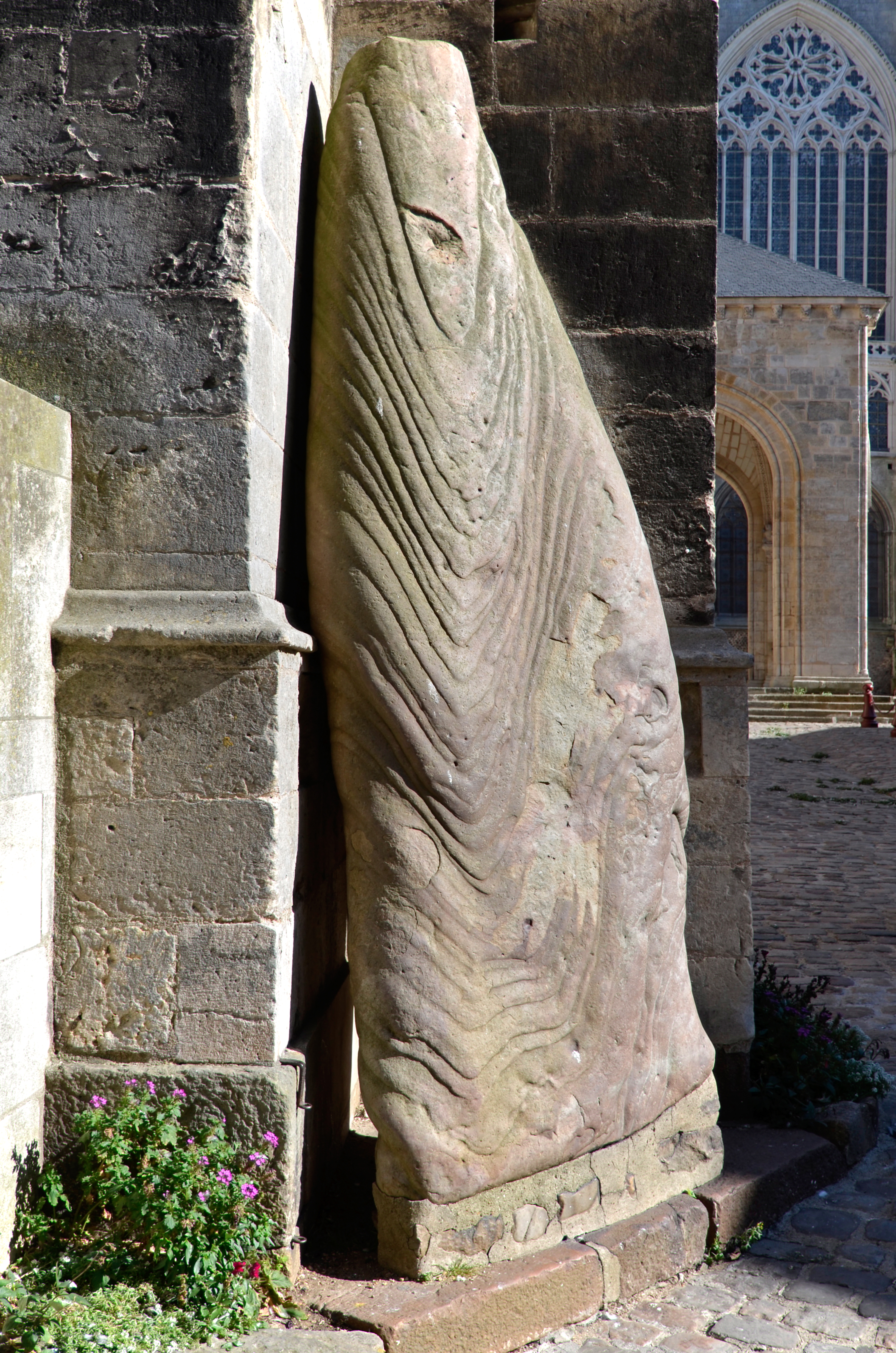
La pierre Saint-Julien, le menhir de la cathédrale.

Érigée sur un promontoire entre le vallon d'Isaac et la Sarthe, la cathédrale possède sur son flanc ouest une pièce rare attestant de la présence ancienne de mégalithes. Il s'agit d'un menhir en grès d'une hauteur de 4,55 mètres. Ce menhir date de l'époque préhistorique et a été installé place Saint-Michel en 1778, à la suite de la destruction du « Dolmen de la Pierre au lait ». Le menhir fait l'objet d'un classement au titre des monuments historiques depuis 1889.

### Localisation
La cathédrale se situe dans le centre-ville du Mans, au nord-est de la cité Plantagenêt. Elle est entourée de la place du Cardinal-Grente au nord, de la place Saint-Michel à l'ouest, de la psalette et ses jardins à l'est et en contrebas au sud de la place du Jet-d'Eau. Elle marque la fin de la Grande Rue qui est la voie principale de la vieille ville. La cathédrale est orientée sur un axe du nord-ouest vers le sud-est.

## Historique

### Première construction et accidents
La fondation de la cathédrale remonterait au IVe ou Ve siècle sous l'épiscopat d'Innocent, et elle est alors dédiée à la Vierge et aux saints Gervais et Protais. Cette première cathédrale est arasée lorsque l’évêque Vulgrin, en 1056, ordonne la construction d'un nouveau bâtiment. Il choisit lui-même l’emplacement de l’édifice, à l’opposé du mur d’enceinte nord de la ville. Dix ans après cette première construction, l’édifice s’écroule.
Les successeurs de Vulgrin décident de poursuivre son œuvre. L’évêque Arnaud, en fonction dès 1067, reprend la construction. En 1081, le chœur et la crypte sont bâties, de même que les fondations du transept et de ses tours. De cette reconstruction, il ne reste aujourd’hui plus qu’un fragment d’arc du transept nord. L’évêque Hoël décide en 1085 d’achever les travaux de son prédécesseur. Admiratif du travail normand, il fait appel à des ouvriers de cette région pour poursuivre la construction.
Les tours et les bas-côtés de la nef sont achevés dans ce style. Pendant cette longue construction, il est impossible pour les pèlerins d’approcher les reliques de saint Julien, premier évêque du Mans et grande figure du christianisme oriental. L’économie mancelle en est entachée. Les habitants obligent alors l’architecte à ouvrir l’édifice aux visiteurs[réf. nécessaire]. Cela est fait le 17 octobre 1093. Une partie achevée de la cathédrale est montrée au public.

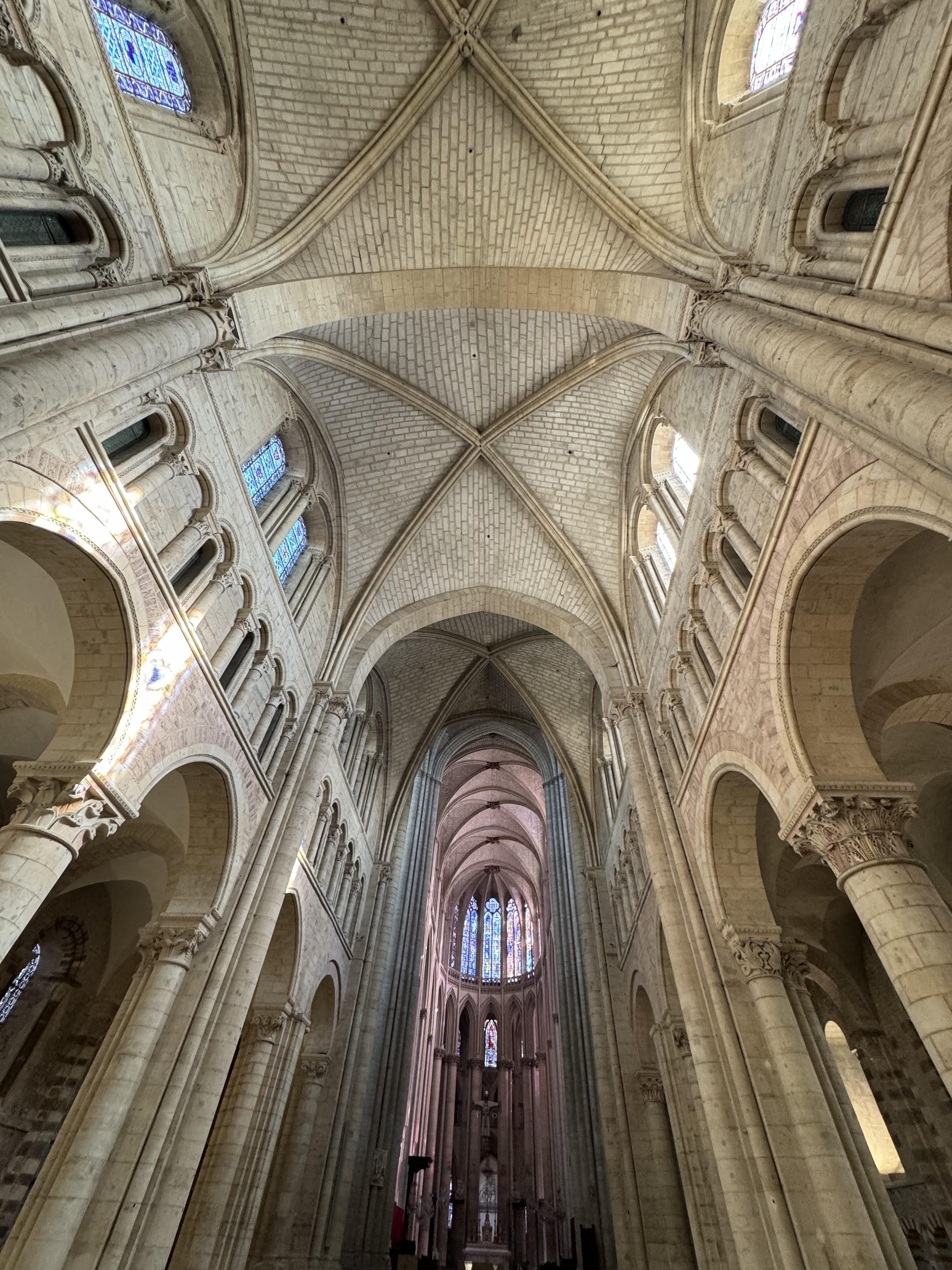
Voûte de la cathédrale.

### Entre agrandissements et reconstructions
Trois ans passent avant que le nouvel évêque Hildebert de Lavardin ne reprenne la supervision des travaux. La direction en est confiée à un moine de l’abbaye de la Trinité de Vendôme : Jean. La cathédrale est considérée comme pleinement achevée en 1120. La dédicace est célébrée par l’évêque Hildebert en présence du comte d'Anjou Foulques et de sa femme la comtesse Erembourg du Maine. Les autorités de l’époque sont impressionnées par le résultat. Grande pour l’époque, elle est comparable à la taille d’une grande église d’aujourd’hui. En 1128, le fils de Foulques et d'Erembourg, Geoffroy Plantagenêt y épouse l'héritière du trône d'Angleterre, Mathilde et y sera enterré. Leur fils, le futur roi Henri II, y sera baptisé. En 1134, un orage déclenche un incendie ; toutes les maisons placées sur la « colline Plantagenêt » sont détruites et la cathédrale est touchée. On reconstruit rapidement les parties sinistrées, mais quatre ans plus tard, un autre incendie frappe à nouveau la ville et l’édifice. La nef centrale et la tour sud sont alors refaites. La nef devient une superbe réalisation de style roman, avec ses 55 mètres de long sur 23 mètres de largeur.
On essaie de nouvelles techniques de fondation pour rebâtir la voûte. La croisée d’ogives est adoptée. Les piliers sont réhabilités et des baies plus hautes et plus grandes sont insérées. Face à la rue principale (l'actuelle Grande Rue du Vieux-Mans), un grand portail sculpté voit le jour. Placé sur le flanc sud de la nef, il n’a pas bougé depuis. Guillaume de Passavant, nouvel évêque, inaugure et dédicace la nouvelle cathédrale le 18 avril 1158. Les travaux reprennent en 1220.
L’ancien chœur, apparaissant trop sombre et trop étroit pour l’évêque d’alors, une nouvelle construction est entreprise. Le résultat, comportant treize chapelles rayonnantes, doit être selon ses dires « large et magnifique ». Dès 1217, le mur d'enceinte sud de la ville avait été détruit dans cette optique. Il est reconstruit, mais dans des matériaux différents de ceux utilisés par les premiers rois Plantagenêt.

### La forme finale

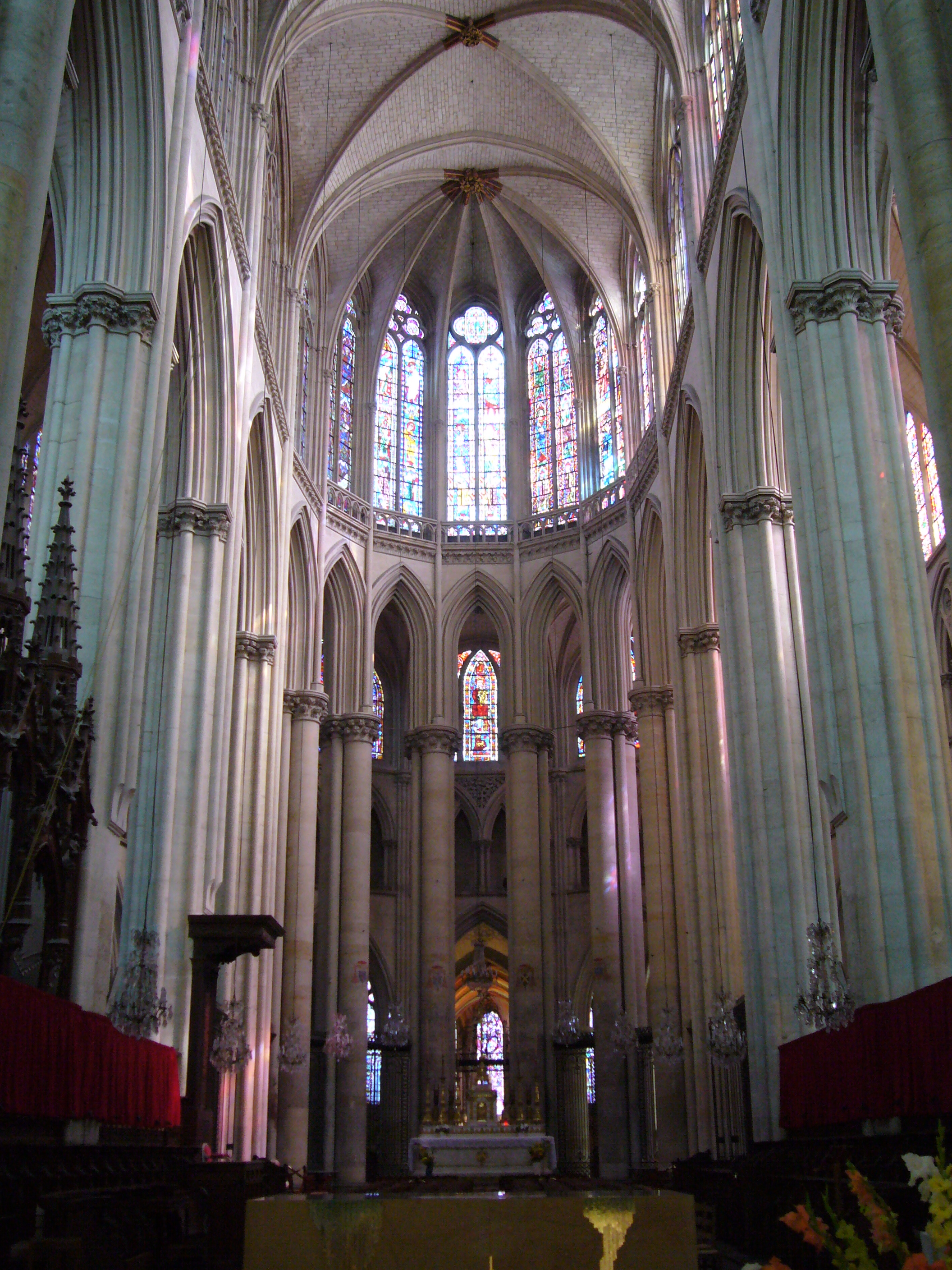
Le chœur.

Les traces de l’histoire de la construction se perdent alors. La taille du chantier est gigantesque. C’est une véritable transformation, initiée par l'évêque Geoffroy de Loudon. Seuls trois noms d’architectes restent sur les registres des archives de la ville, dont Jehan de Chelles, qui avait travaillé sur le chantier de la cathédrale Notre-Dame de Paris. Le nouveau chœur est achevé en avril 1254. Il surpasse de 10 mètres de haut le reste de la cathédrale. Après 100 ans de tranquillité, les pierres de l’édifice sont de nouveaux sollicitées pour une reconstruction. Une sacristie est édifiée alors qu’elle communique au sud avec le déambulatoire qui a servi à la construction du chœur. Le bâtiment gagne encore en grandeur.
Les chanoines trouvent ensuite que la construction « à deux vitesses » de l’édifice a conduit à le rendre assez laid. La rencontre des genres entre les deux parties rénovées et non rénovées amoindrit la splendeur du bâtiment. Le transept et la nef doivent alors être relevés de 10 mètres, pour se situer à la même hauteur que le chœur lui-même. Les travaux sont entamés dès 1385 par l’architecte Jehan le Mazçon. Le transept sud est achevé vers 1392, date de l'arrivée du roi de France Charles VI au Mans. Une salle d’archives naît au-dessus du portail de la nef.
En 1403, les travaux du transept nord commencent. C’est alors une période noire pour le Nord de la France. La guerre de Cent Ans stoppe les constructions. En 1419, la cathédrale menace de s’effondrer et ses fondations seront consolidées. Le transept nord est achevé vers 1430. C’est à cette date que la cathédrale prend le visage que l'on connaît aujourd’hui.
De nombreux projets avaient été faits dès la fin de la guerre de Cent Ans, pour agrandir le bâtiment déjà impressionnant, notamment l'exhaussement de la nef. Les caisses étant vides, les agrandissements ne seront pas mis en œuvre. Le roi Louis XI soutient ces restaurations, notamment par ses lettres patentes expédiées le 21 novembre 1467. Il confirme de nouveau sa protection royale en septembre 1482.
Le jubé, voulu par le cardinal Philippe de Luxembourg, est détruit en 1562. Le nouveau jubé du xviie siècle, et l'horloge astronomique sont détruits au xviiie siècle. L'évêque d'alors, Louis-André de Grimaldi, entiché de modernité, ferme la cathédrale de 1768 à 1771, afin de couvrir le sol de marbre, de badigeonner les murs en gris bleu et de débarrasser la cathédrale de « toutes ses vieilleries ». Les murs seront décapés au xixe siècle, leur donnant leur aspect actuel.
En 1811 ou 1812, l'une des voûtes attenantes à l'orgue s'écroule, endommageant l'instrument, qui ne sera réellement restauré qu'entre 1847 et 1853 par les facteurs d'orgue Claude frères, de Mirecourt. Le 18 août 1858, un orage de grêle s'abat sur la ville et cause des dégâts importants, en particulier aux vitraux du chœur. La cathédrale est classée au titre des monuments historiques par la liste de 1862.
Au XXe siècle, aucun bombardement ne touche le bâtiment lors des deux guerres mondiales.

### XXIesiècle
En novembre 2019, des fouilles ont permis de trouver un reliquaire en plomb et en forme de cœur dans la chapelle haute dite des « anges musiciens ».
Le 25 novembre 2020, le député de la Sarthe Damien Pichereau annonce que, dans le cadre du plan de relance du gouvernement, 2,5 millions d’euros seront consacrés à des travaux de rénovation de la cathédrale.

## Aspects architecturaux

### Généralités
L'architecture de la cathédrale cumule deux arts majeurs : l’art roman pour la nef et l'art gothique pour le chœur et transept. Les vitraux qui l'ornent sont le symbole de cette « fusion des genres ».
Bon nombre de statuettes représentatives sur l'édifice n'auraient jamais dû s'y trouver[réf. nécessaire]. En effet, taillées dans la pierre, certaines représentations sont des « manifestations d'artisans ». Ces derniers, alors qu'il travaillaient sur le projet, recevaient le strict minimum. Ils étaient logés et nourris par l'église. Lorsque leur statut leur déconvenait ou qu'ils souhaitaient se rebeller, ils créaient des petits personnages dans la pierre. On voit par exemple des oiseaux, symboles de liberté voulue... Éléments décoratifs, ils montraient la contestation artistique de beaucoup d'ouvriers.[réf. nécessaire]
Les reliefs sculptés sur la nef, comme sur les portails témoignent aujourd’hui encore, de cette époque de construction.

### Plans et dimensions

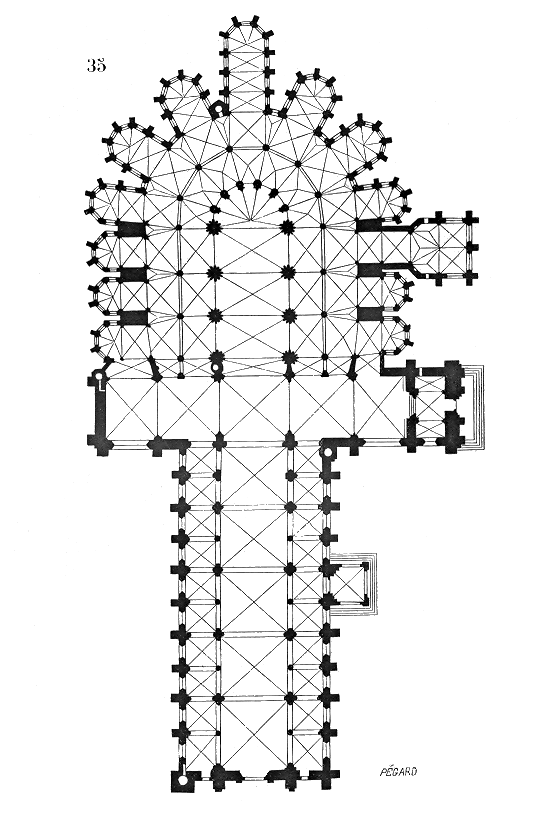
plan général
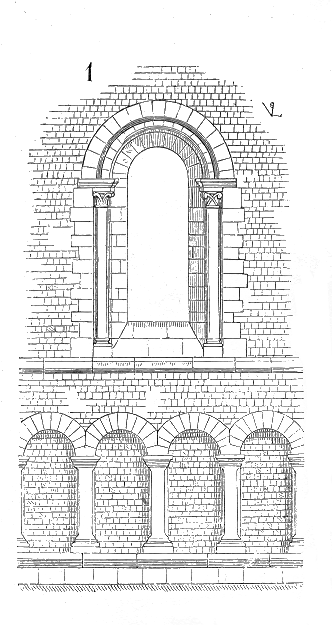
une arcature romane de la nef
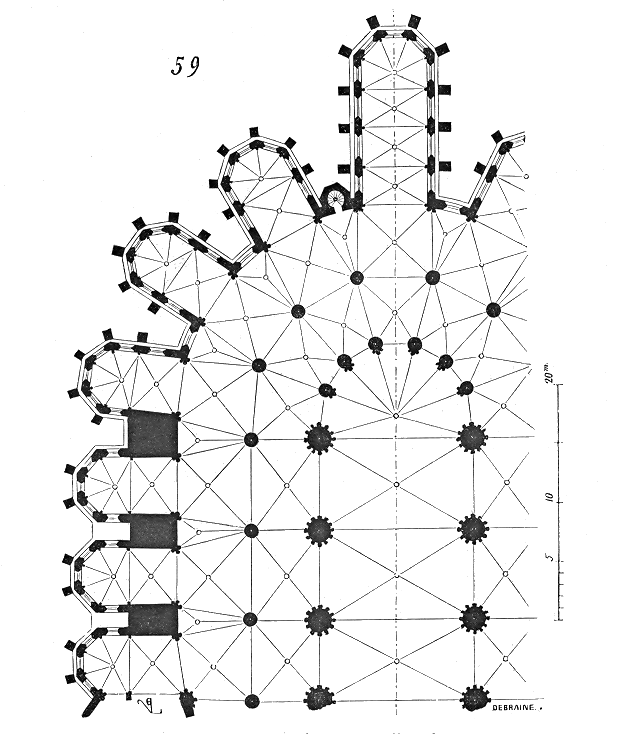
détail sur le chœur
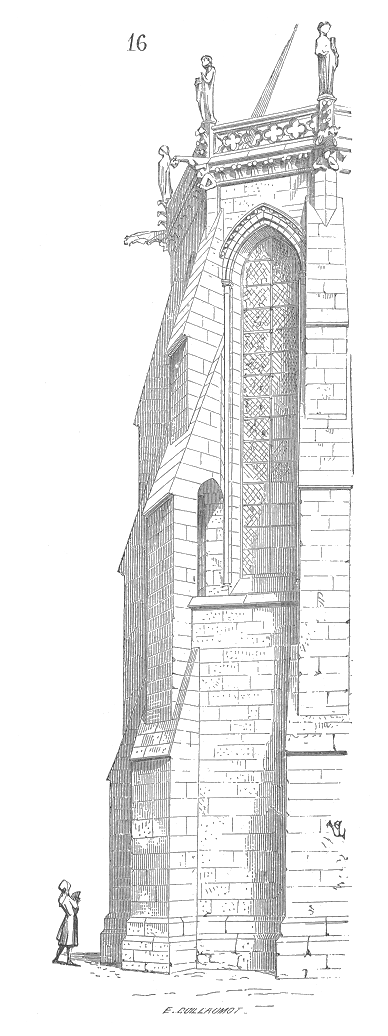
un contrefort de chapelle rayonnante

| Longueur extérieure                         | 134 mètres           |
| Longueur de la nef                          | 57 mètres            |
| Longueur du transept                        | 52 mètres            |
| Hauteur de la nef romane, sous voûte        | 24 mètres            |
| Hauteur du transept et du chœur, sous voûte | 34 mètres            |
| Hauteur du double déambulatoire             | 11 mètres, 22 mètres |
| Hauteur de la tour                          | 64m                  |

## Extérieur

### La façade occidentale romane

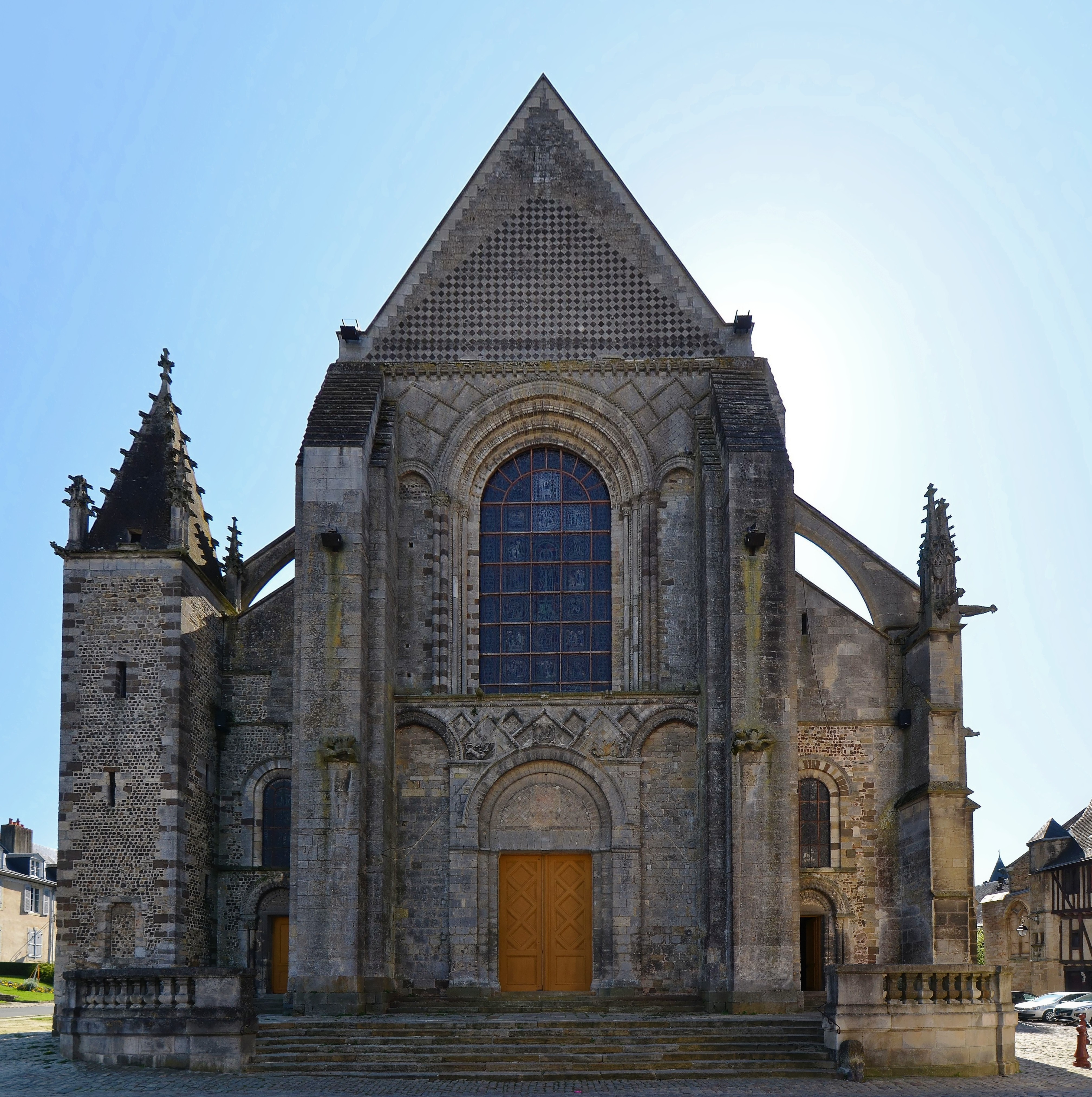
La façade occidentale de la cathédrale.

La façade occidentale date de la campagne de construction du XIIe siècle en style roman. Assez simple, elle fut achevée vers 1110-1115 et est dotée de trois portails cintrés, un portail central et deux portails latéraux plus petits, chacun surmontés d'une baie cintrée. Elle se termine par un pignon triangulaire.
Le portail central est flanqué d'arcatures aveugles. Au-dessus du portail, on remarque quelques haut-reliefs représentant un centaure et le Christ couronné et bénissant. La grande baie cintrée surmontant le portail central est dotée d'archivoltes retombant sur des colonnettes et est également encadrée d'arcatures aveugles. Le pignon triangulaire couronnant la façade est orné d'un décor en damier géométrique bicolore. Enfin, vers 1160, deux contreforts ont été ajoutés de part et d'autre de la travée centrale de la façade pour contrebuter les voûtes de la nef.

### Le porche méridional et le portail royal

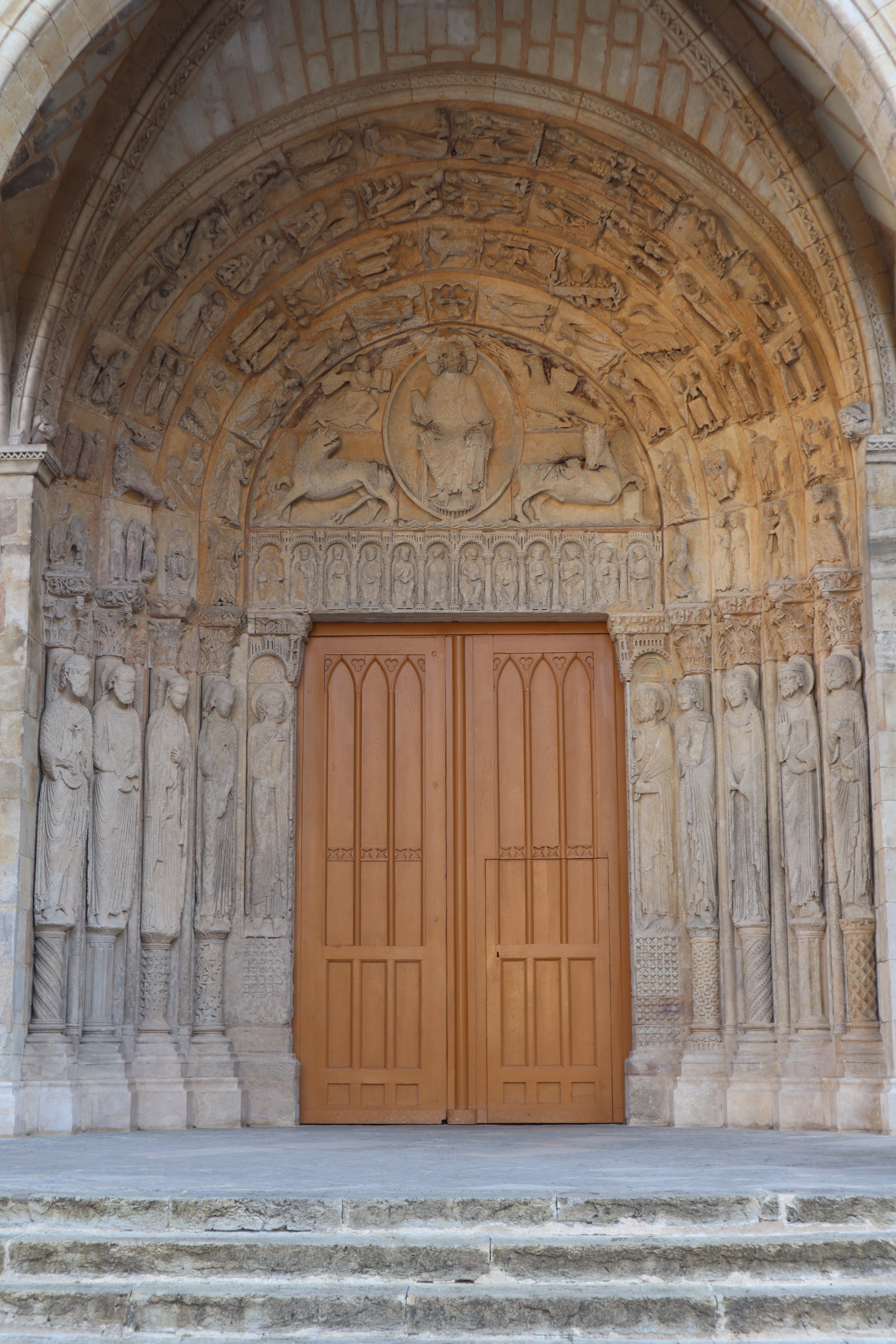
Le portail royal de la cathédrale.

Sur le flanc méridional de la nef, un portail richement sculpté, dit Portail royal, est précédé par un porche voûté en croisée d'ogives et ouvert sur trois côtés par des arcs légèrement brisés. Ce portail est à peu près contemporain du fameux portail royal de la façade occidentale de la cathédrale de Chartres. Élevé probablement après 1145 et certainement achevé avant 1158, ce portail est un précieux exemple de la première sculpture gothique.
Sur le tympan du portail un Christ tétramorphe a été représenté tandis que sur le linteau sont figurés les Douze apôtres, montrés en pied sous des arcades en plein-cintre. Les piédroits du portail sont ornés chacun de cinq statues-colonnes figurant des rois et des reines. Enfin, sur les voussures sont représentées des scènes de la Vie du Christ.
Le porche précédant le portail a été ajouté peu après l'achèvement de celui-ci.

## Intérieur

### Les vitraux
La cathédrale abrite une importante collection de verreries médiévales, romanes et gothiques ainsi que quelques verrières postérieures, datant du XXe siècle. Elle conserve en particulier une vingtaine de verrière romanes, parmi les plus anciennes d'Europe, situées dans la nef. Restaurées après la Seconde Guerre mondiale par l'atelier des frères Paul et André Rault, maîtres verriers à Rennes, et véritable musée de l'art du vitrail, on y trouve notamment le plus ancien vitrail sur site, le vitrail de l'Ascension, datant de vers 1120.
Les vitraux gothiques sont plus nombreux et ont subi moins de restaurations. Ils se trouvent principalement dans les parties hautes du chœur et dans la chapelle de la Vierge. Entre 1230 et 1270, de nouvelles verrières sont financées par les communautés commerçantes et artisanes de la ville, dont les boulangers, les drapiers, vignerons et changeurs, dont les activités sont figurées dans des scénettes de plusieurs de ces verrières.
La grande rose du transept nord fut créée au XVe siècle, en pleine Guerre de Cent Ans, et représente un thème en vogue à l'époque, Le credo.
Au début du XVIIIe siècle, les maîtres-verriers exécutent pour la sacristie des verrières incolores, selon la mode de l'époque, mais avec une grande maîtrise technique. Beaucoup de vitraux anciens de la cathédrale furent restaurés au cours du XIXe siècle et quelques nouvelles verrières furent même réalisées au XXe siècle par des ateliers locaux, comme le cycle de la Vie de Jeanne d'Arc datant des années 1920.

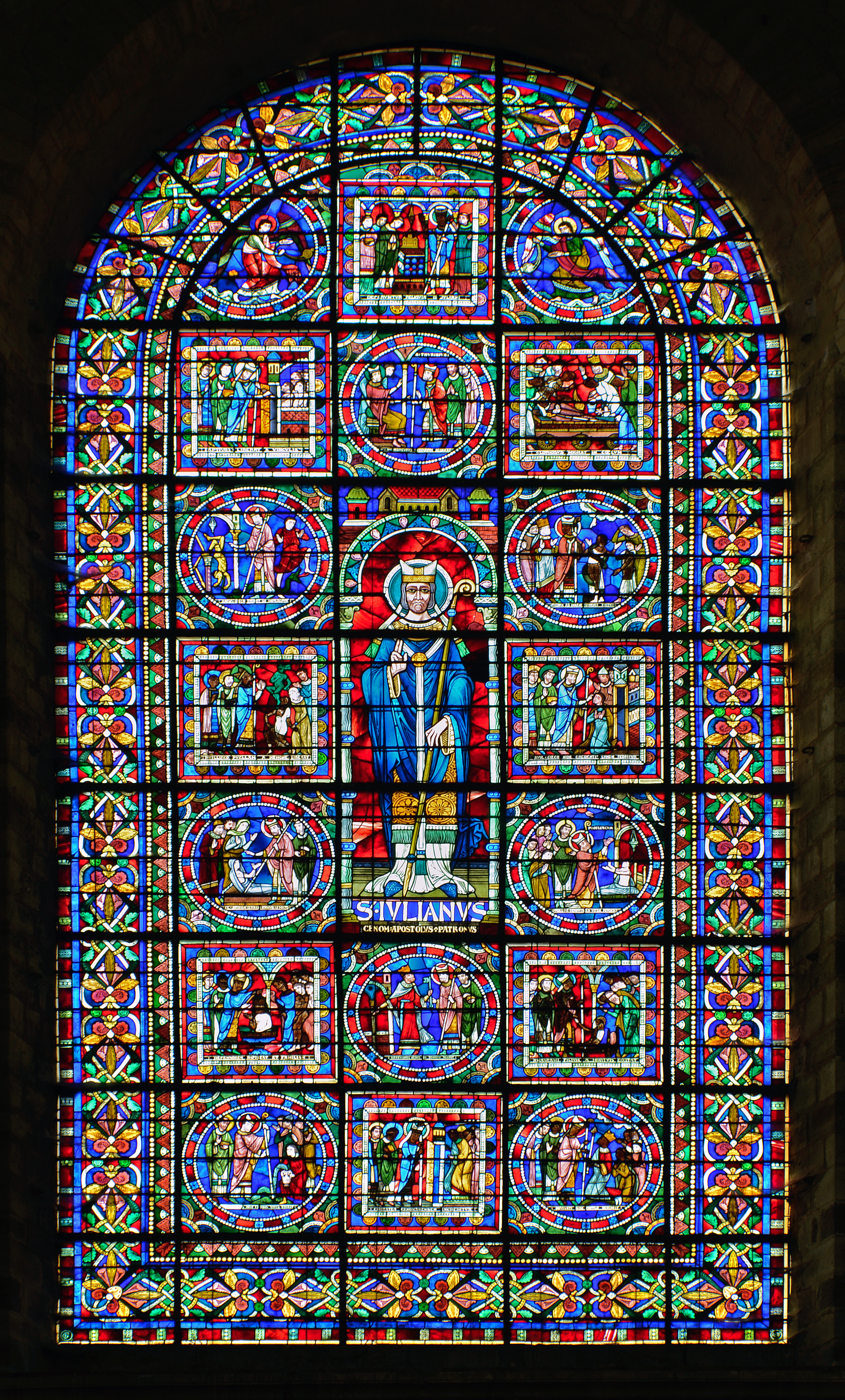
Vitrail représentant saint Julien.
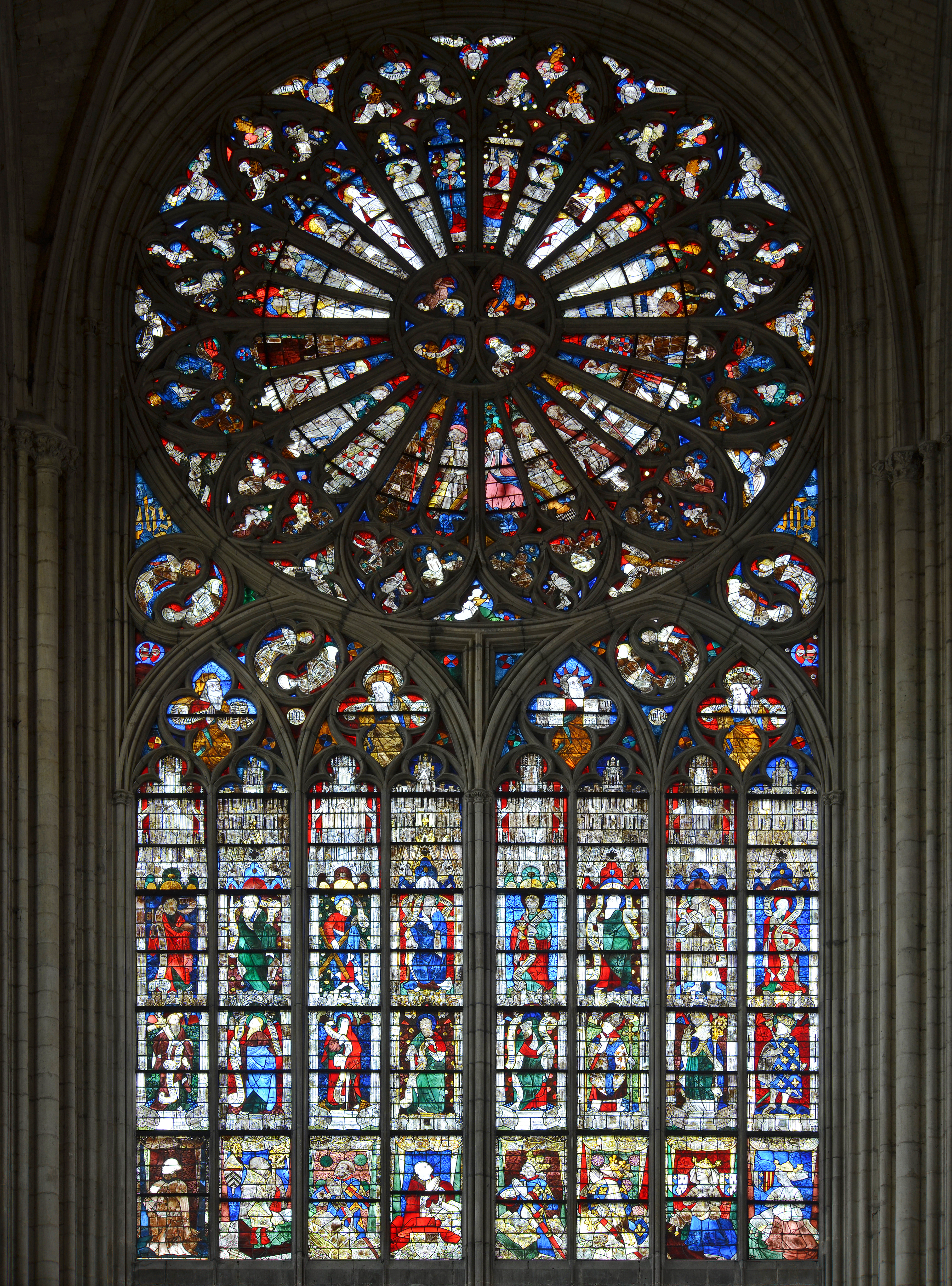
Rosace du transept nord.
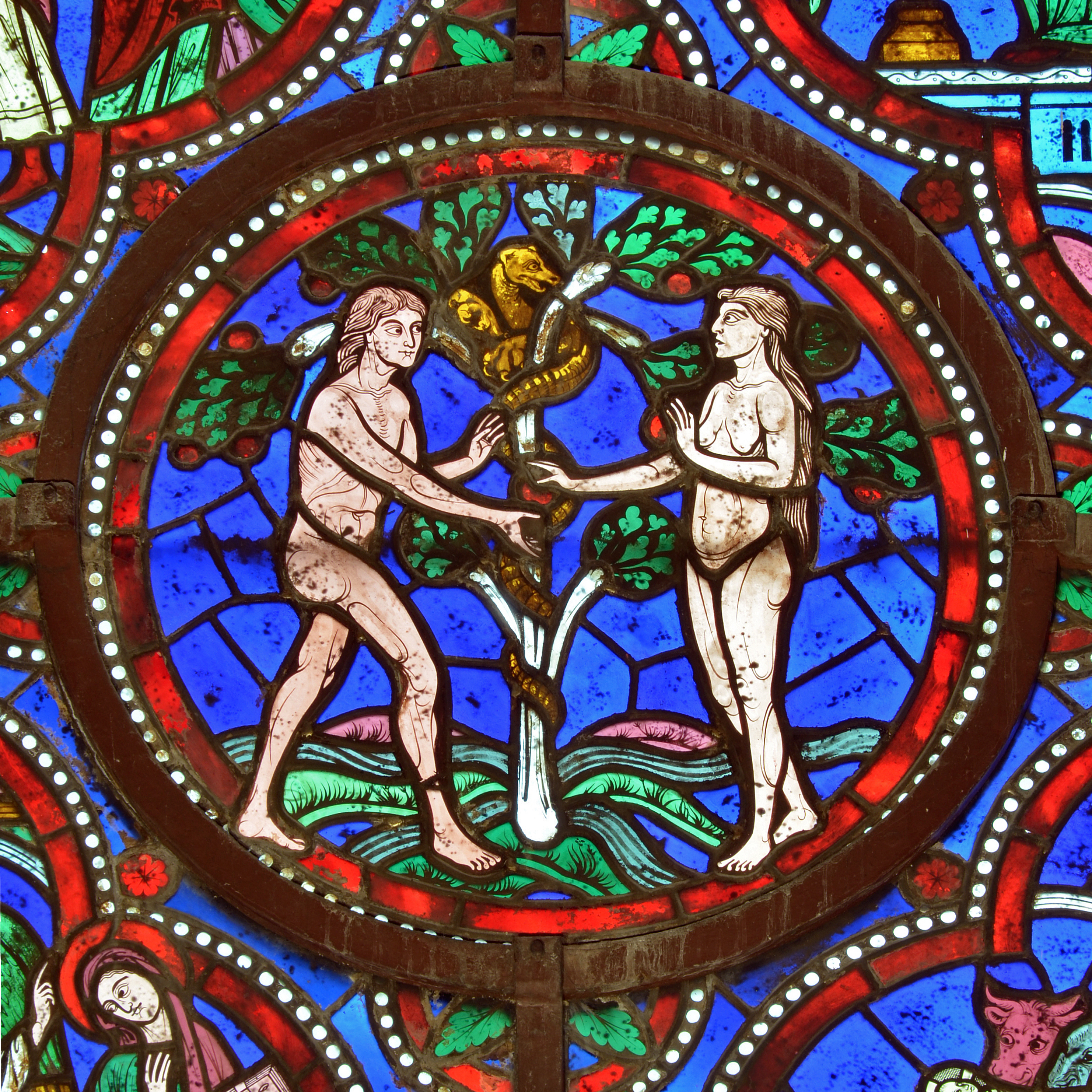
La tentation d'Adam et Ève, détail d'un vitrail de la chapelle de la Vierge.
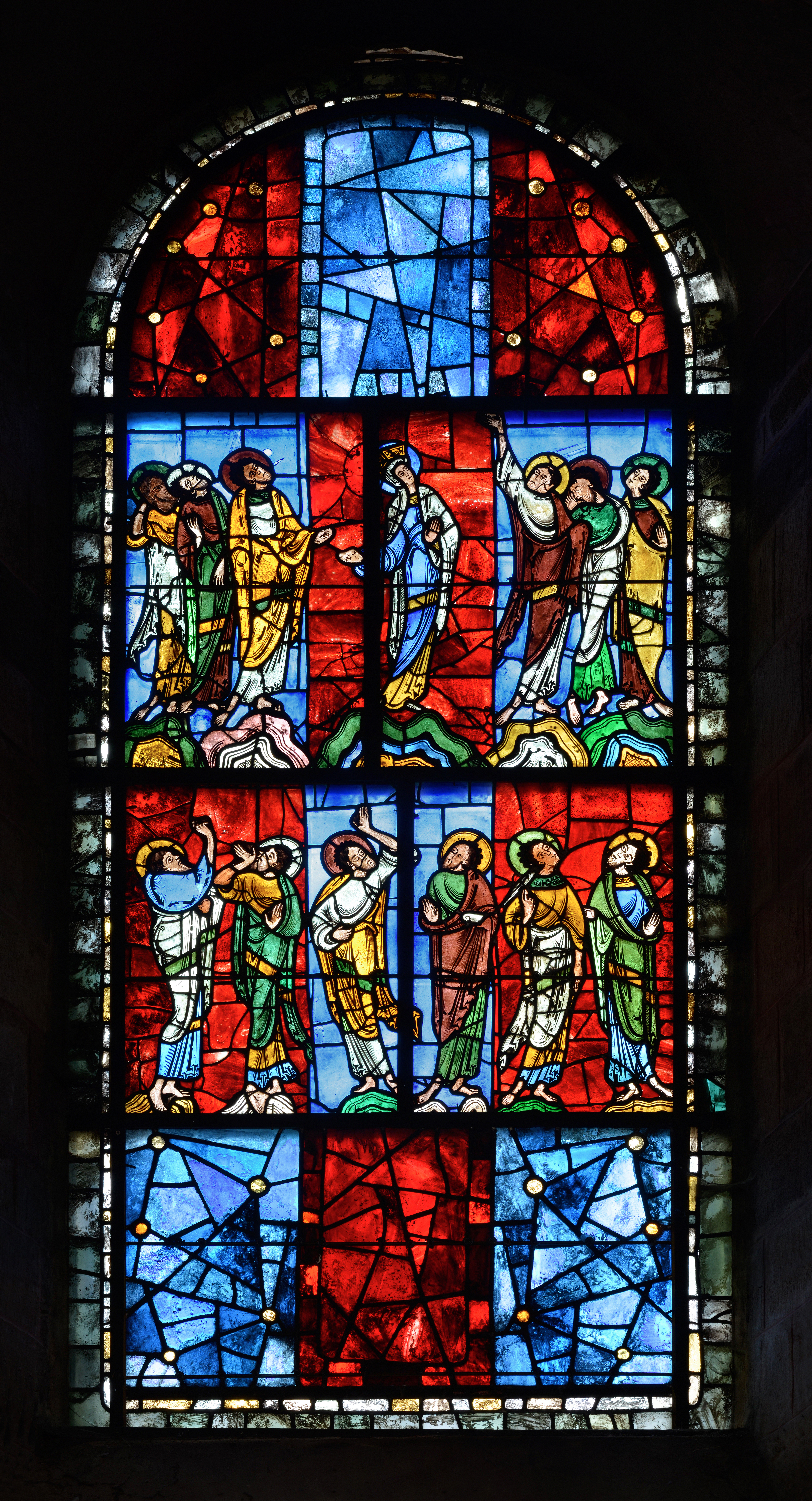
Vitrail de l'Ascension.
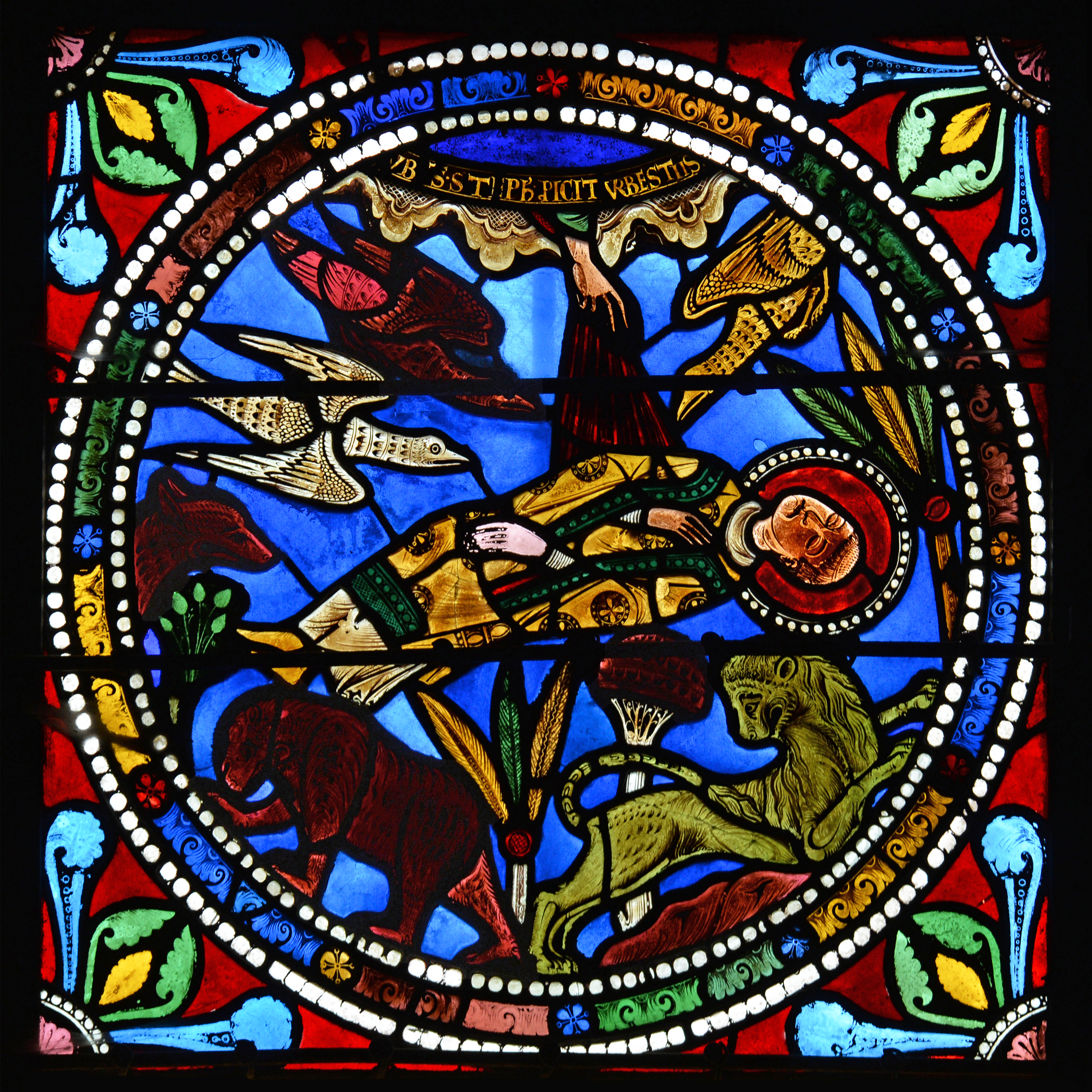
Détail du cycle de Saint Étienne.

### La chapelle de la Vierge Marie et les anges musiciens
Les peintures de la chapelle de la Vierge Marie (principale chapelle rayonnante de l'abside, dans l'axe du chœur) furent découvertes en 1842 : elles étaient dissimulées par un enduit. Elles sont célèbres par les quarante-sept anges musiciens, à l'instar de la Cathédrale Saint-Nicolas de Fribourg, qui décorent les voûtes ogivales. Ces peintures datent de la fin du XIVe siècle et sont l'œuvre d'un peintre de la cour des rois de France Charles V et VI, peut-être Jean de Bruges, auteur des cartons de la tapisserie de l'Apocalypse à Angers.

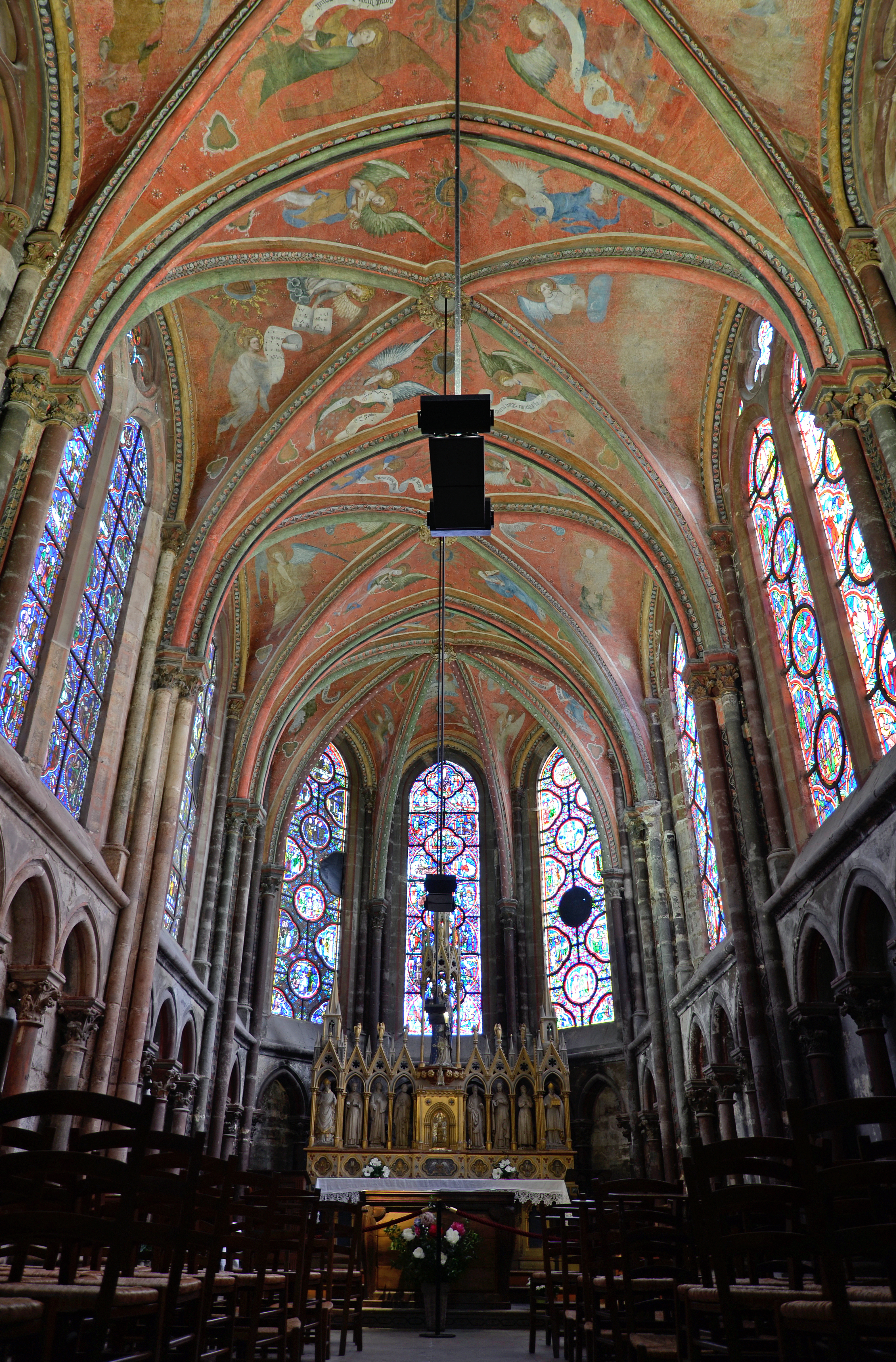
Chapelle de la Vierge
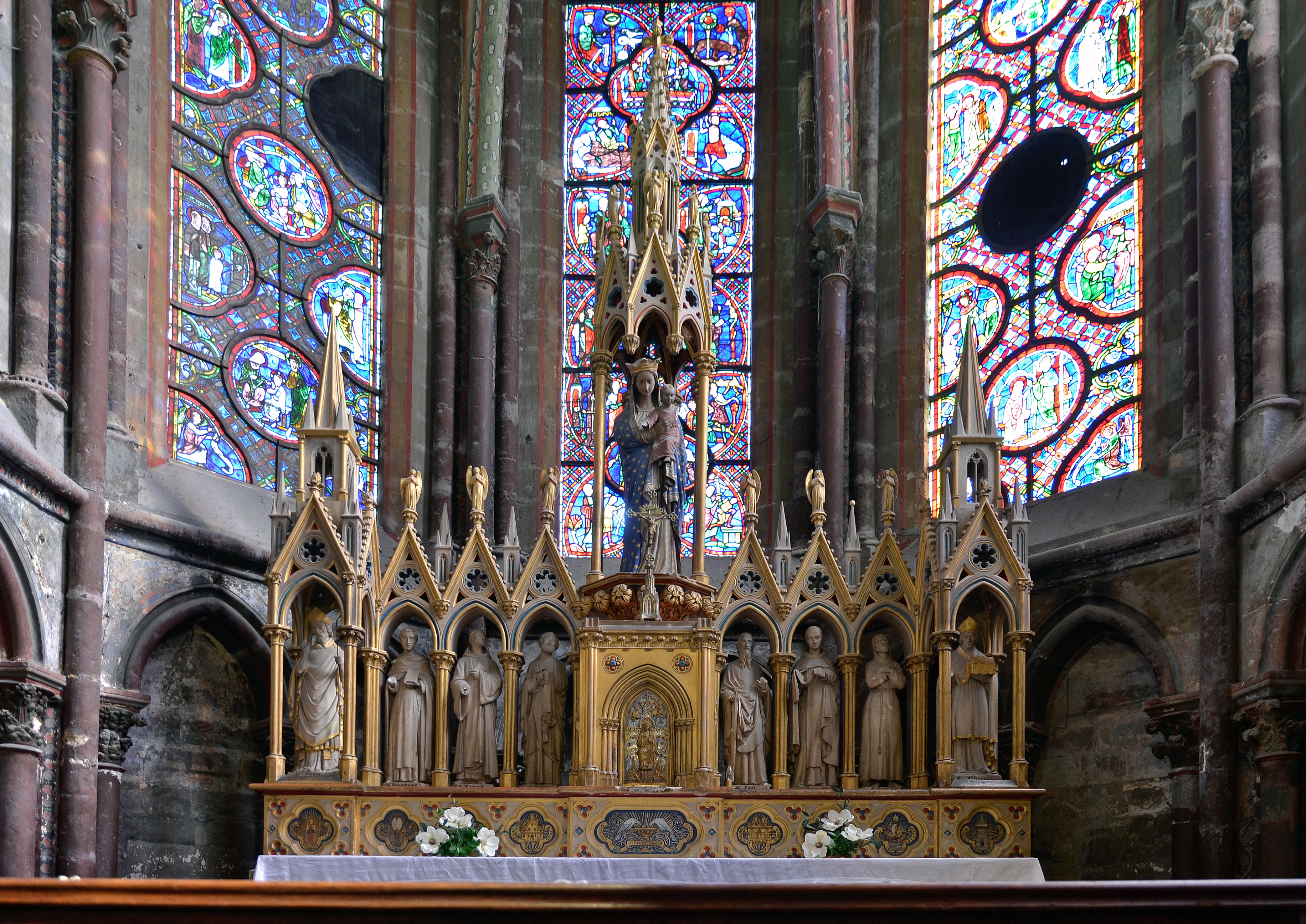
Retable de la chapelle de la Vierge
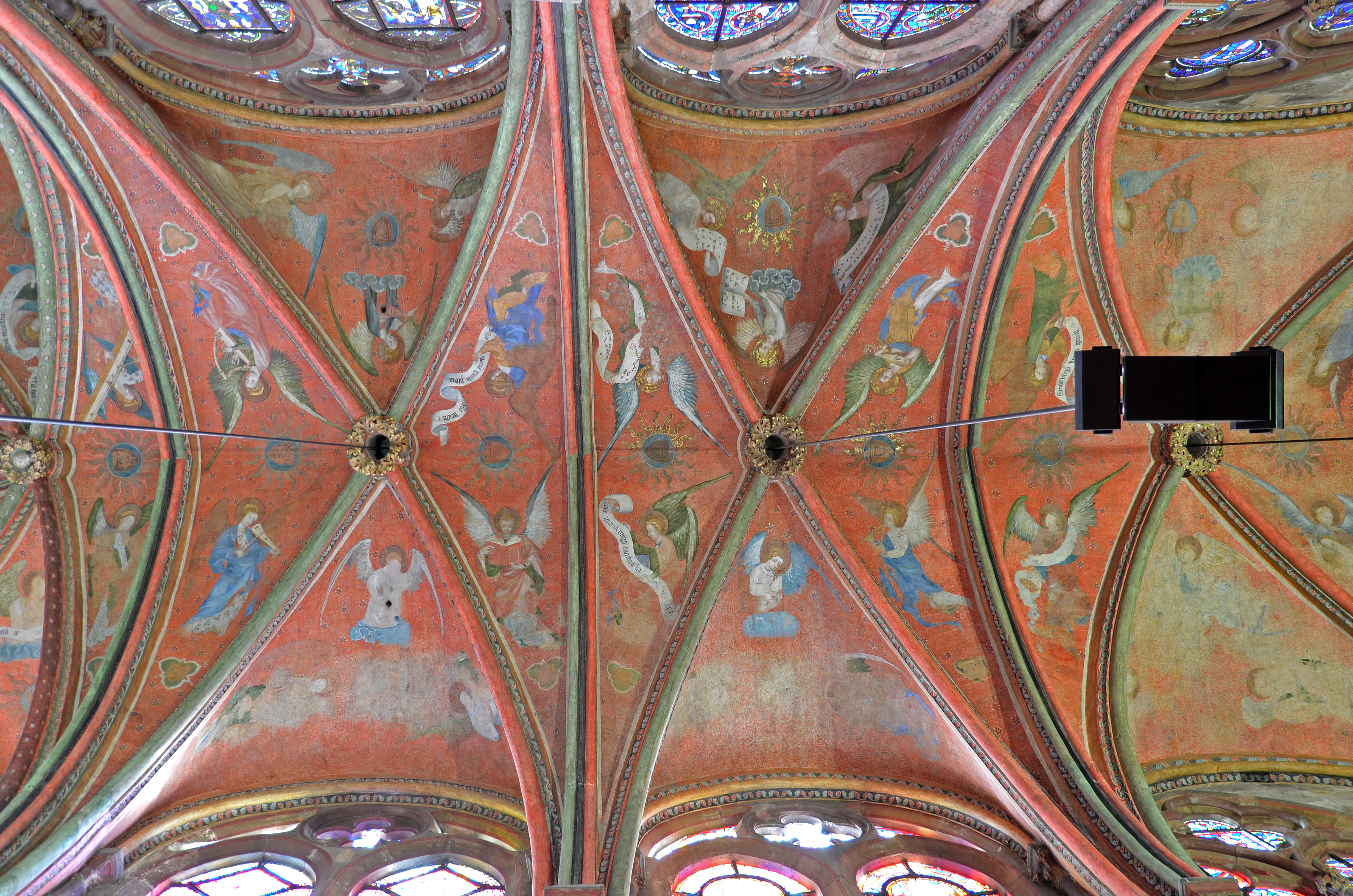
Plafond de la chapelle de la Vierge
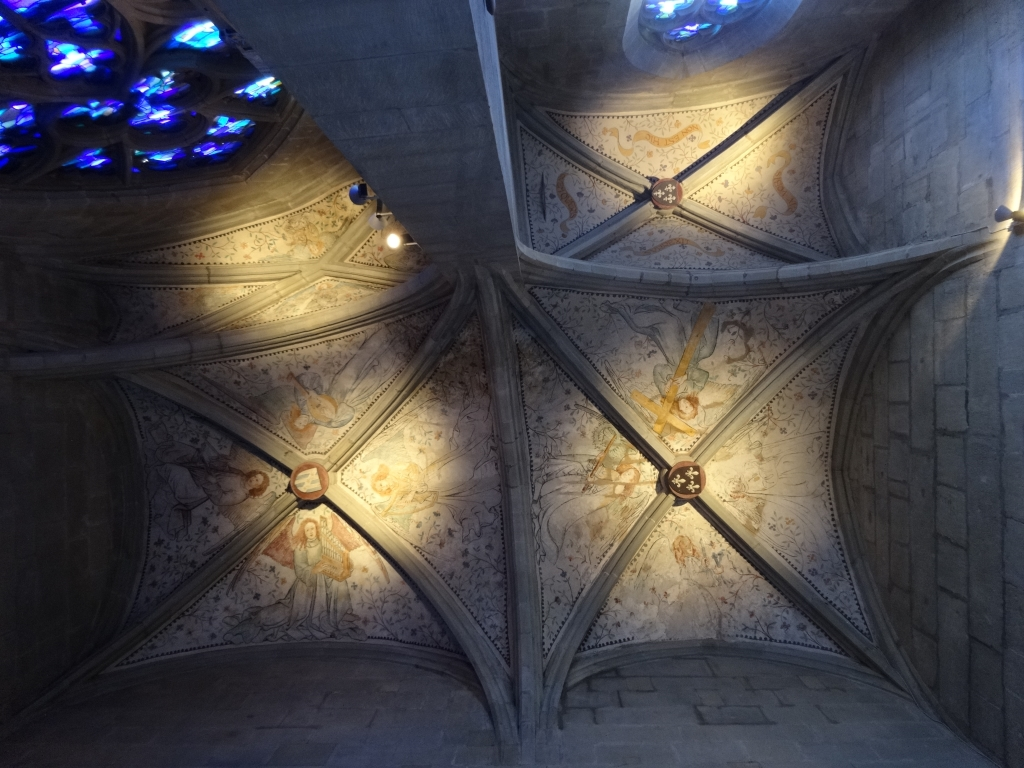
Plafond de la chapelle du Saint-Sépulcre à Fribourg.

### Autres chapelles
Les chapelles du pourtour du chœur renferment autels, sculptures et monuments funéraires. La nef romane est dépourvue de chapelles.

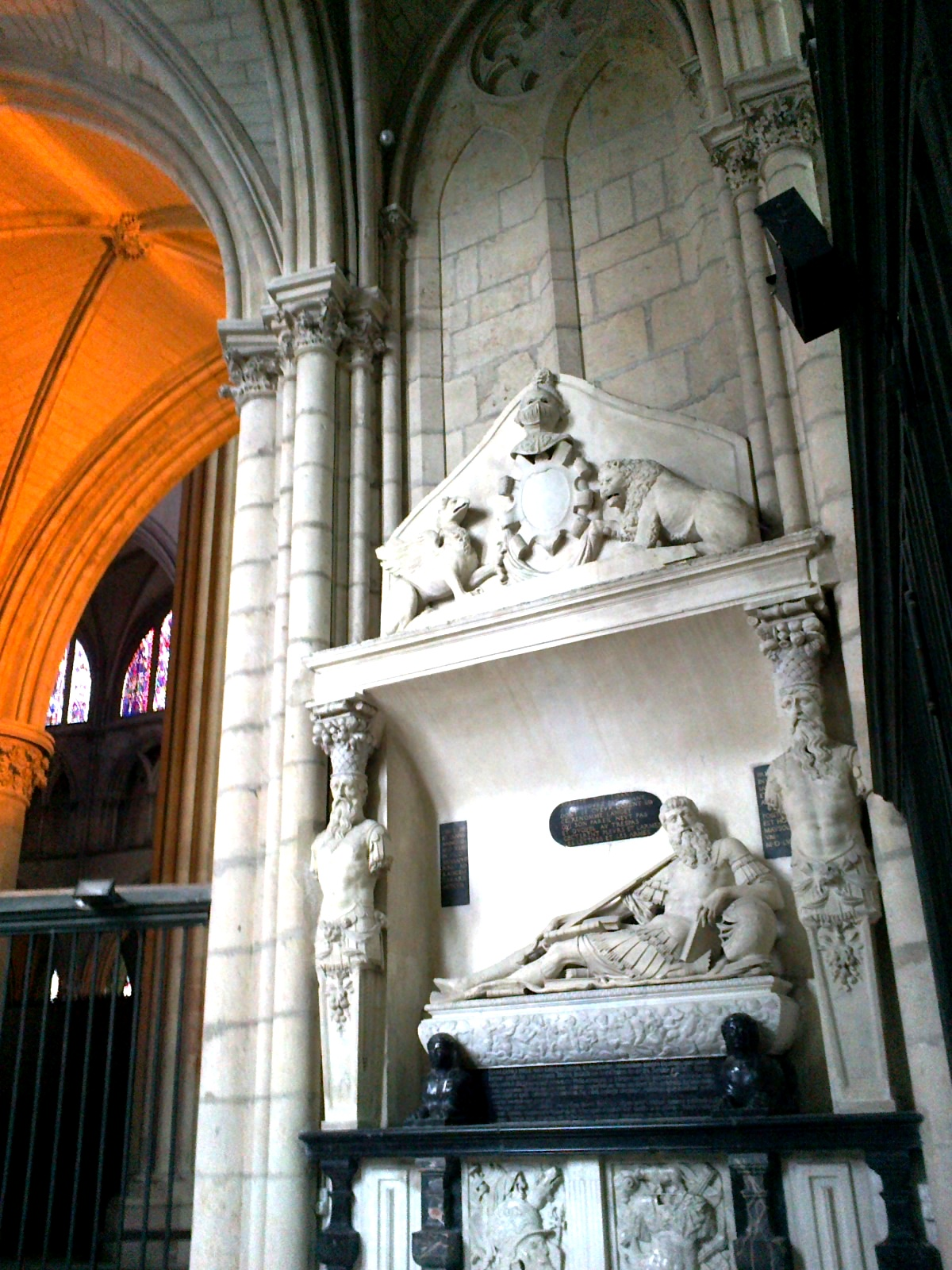
Le monument funéraire de Guillaume du Bellay dans l'une des chapelles rayonnantes de la cathédrale
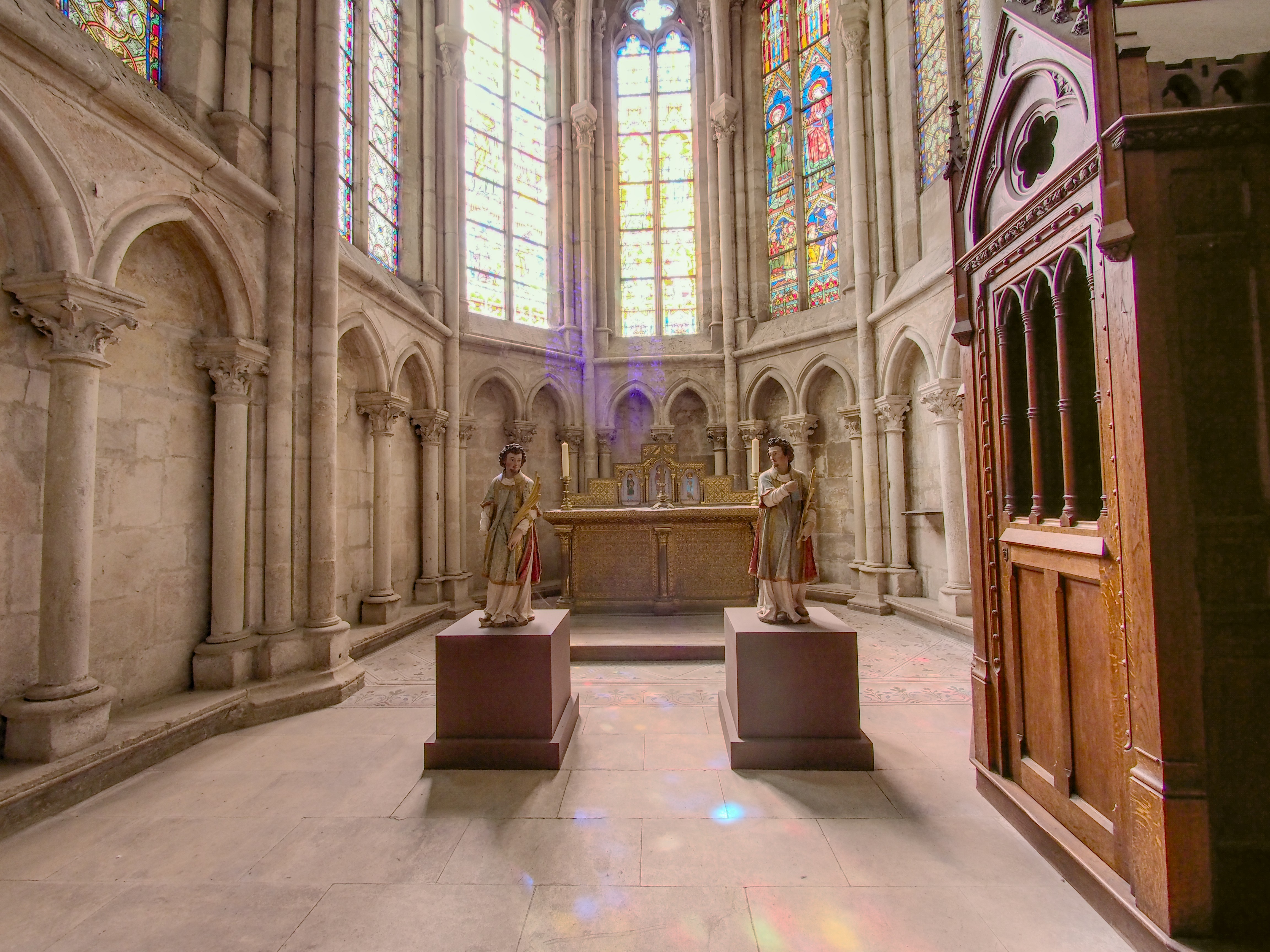
Une des treize chapelles rayonnantes
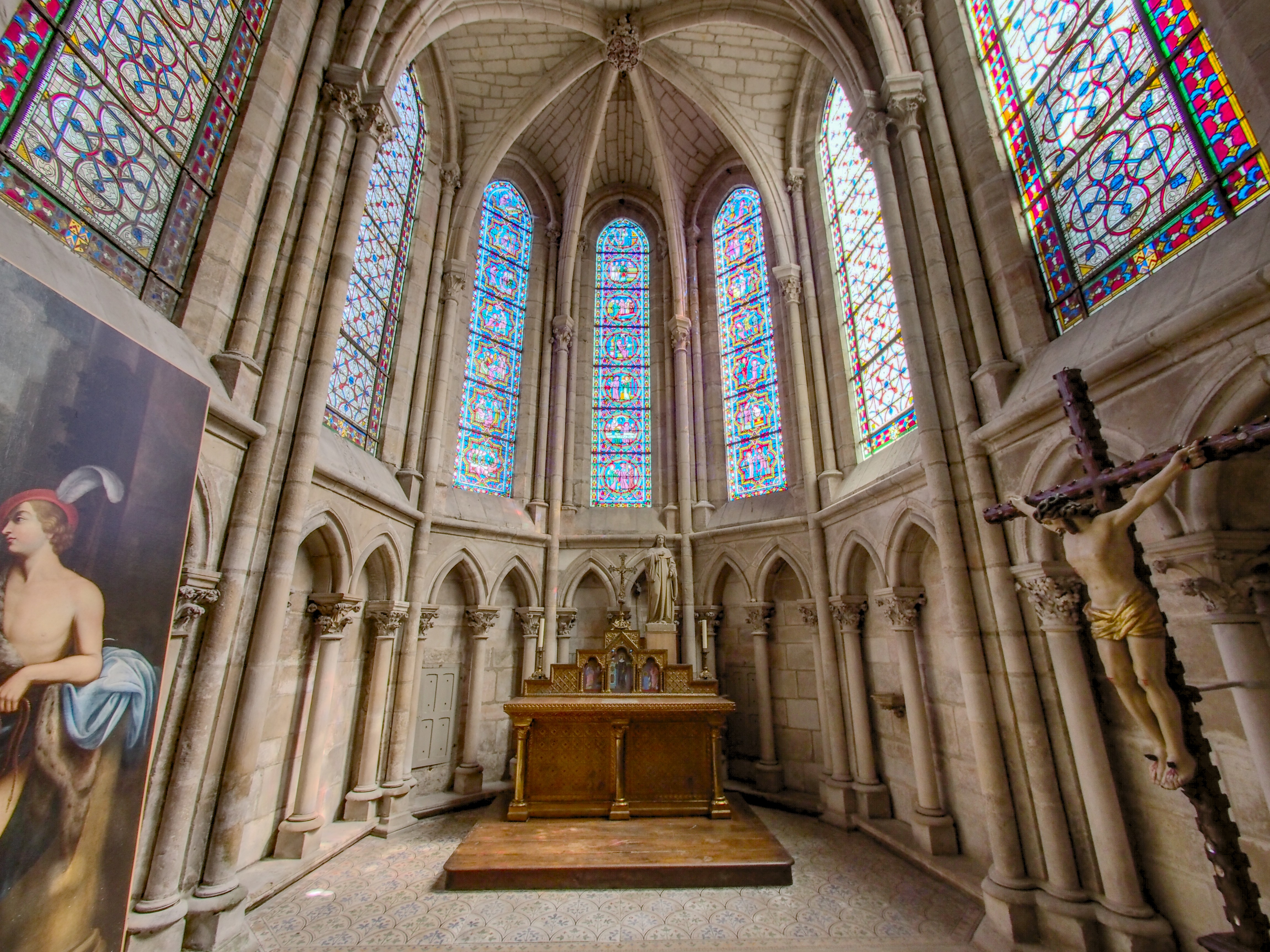
Une des treize chapelles rayonnantes
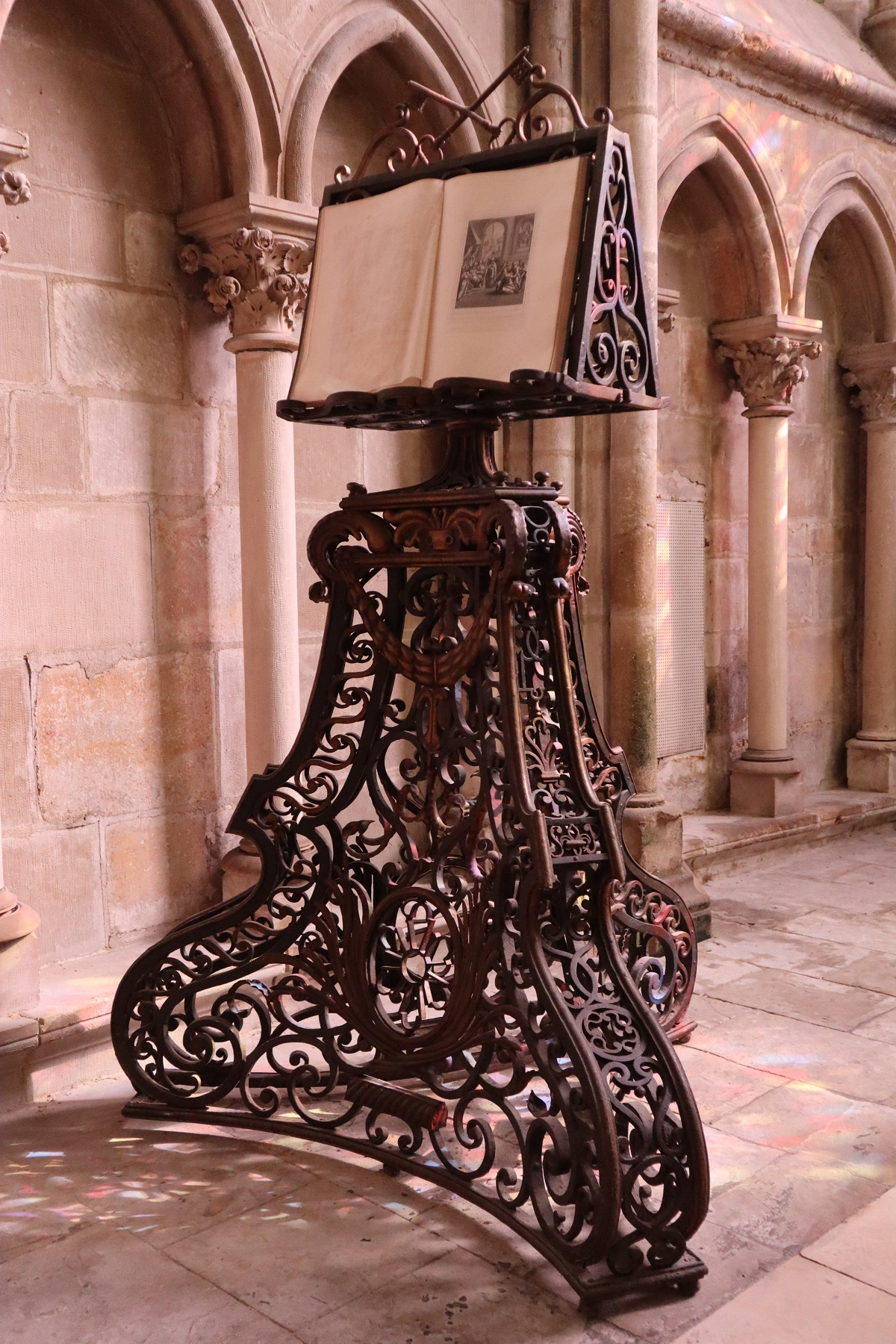
Lutrin du XVIIIe siècle dans l'une des chapelles

### Sculptures et monuments funéraires

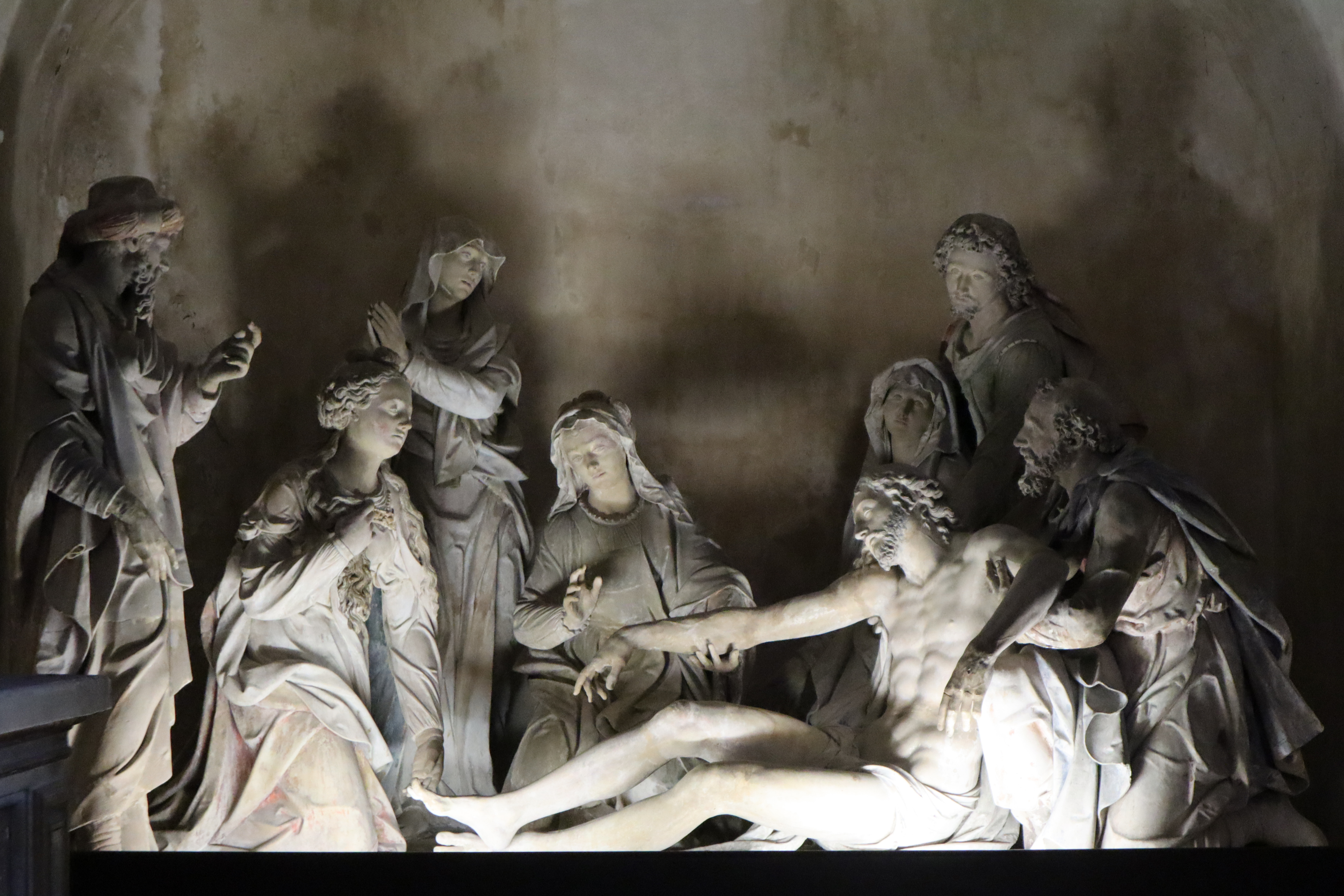
La Grande Mise au tombeau (1621) de Gervais Delabarre.

Plusieurs sculptures en terre-cuite du XVIIe siècle, une production typique de la ville du Mans à cette époque, sont exposées dans la cathédrale. On y trouve deux Mises au tombeau composées de multiples personnages en terre-cuite. L'une est dite Petite Mise au tombeau tandis que l'autre est connue sous le nom de Grande Mise au tombeau et est attribuée au sculpteur Gervais Delabarre qui l'a exécutée en 1621. La cathédrale abrite également plusieurs statues en terre-cuite du plus célèbre sculpteur manceau du XVIIe siècle, Charles Hoyau, notamment une Sainte Cécile (1633), une Sainte Marguerite, une Vierge de douleur et une Vierge à l'enfant, toutes récemment restaurées.

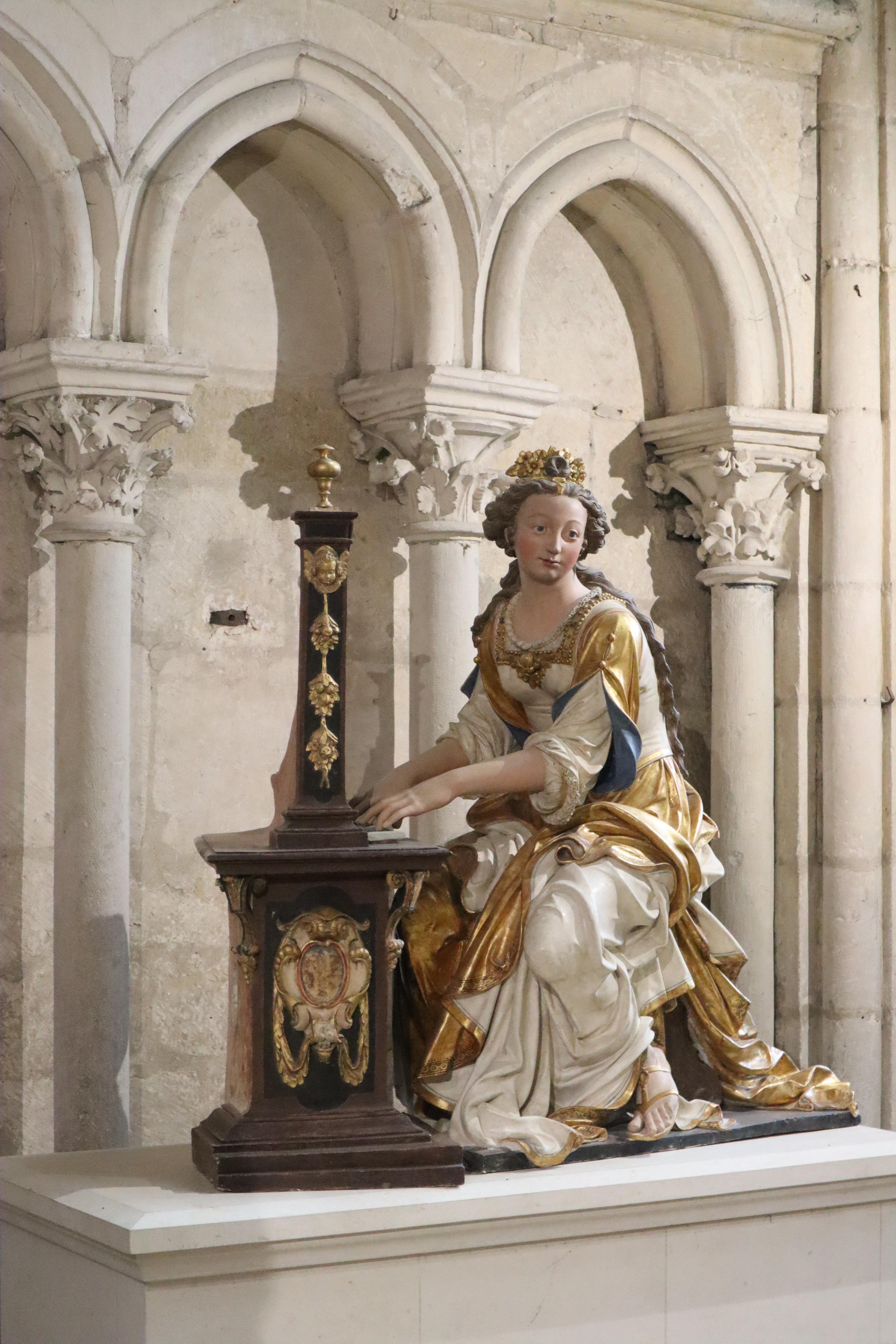
Sainte Cécile jouant de l'orgue (1633) en terre-cuite polychrome de Charles Hoyau.

Parmi les monuments funéraires encore in situ dans la cathédrale, le plus important est celui de Charles IV d'Anjou, comte du Maine et de Guise, mort en 1472, dû au sculpteur italo-dalmate Francesco Laurana, qui travailla un temps pour les comtes d'Anjou et de Provence. Datant de vers 1480, il s'agit d'un des tous premiers exemples d'art de la Renaissance italienne en France.
Autre monument de la Renaissance, la tombe de Guillaume de Langey du Bellay, datant de 1557, est attribuée au sculpteur français Pierre Bontemps.

### Les tapisseries
La cathédrale possède une exceptionnelle collection de tapisseries anciennes, chose rare dans les églises aujourd'hui car la plupart ont disparu à la faveur des destructions des Révolutions, des guerres et des outrages du temps. Très fragiles et sensibles à la dégradation liée aux manipulations, aux conditions climatiques et à la lumière, elles sont rarement exposées dans le sanctuaire.
Les plus importantes sont celles du cycle de la Vie de saint Gervais et saint Protais, datant des années 1510 et tissées à Paris par le lissier flamand Gauthier de Campes. Ce cycle se compose aujourd'hui de cinq tapisseries représentant dix-sept scènes (sur vingt à l'origine), pour une longueur totale de trente mètres.
La cathédrale conserve également un cycle de tapisseries sur la Vie de saint Julien dont il ne reste que sept tapisseries sur les douze d'origine (trois entières, dont une acquise par l'État en 2017, et quatre fragmentaires). Il s'agit d'une production flamande ou parisienne remontant également au début du XVIe siècle et qui fut commandée  par le chanoine Baudouin de Crépy.
Enfin, la cathédrale possède plusieurs tapisseries du XVIIe siècle de la Manufacture d'Aubusson.

### La sacristie

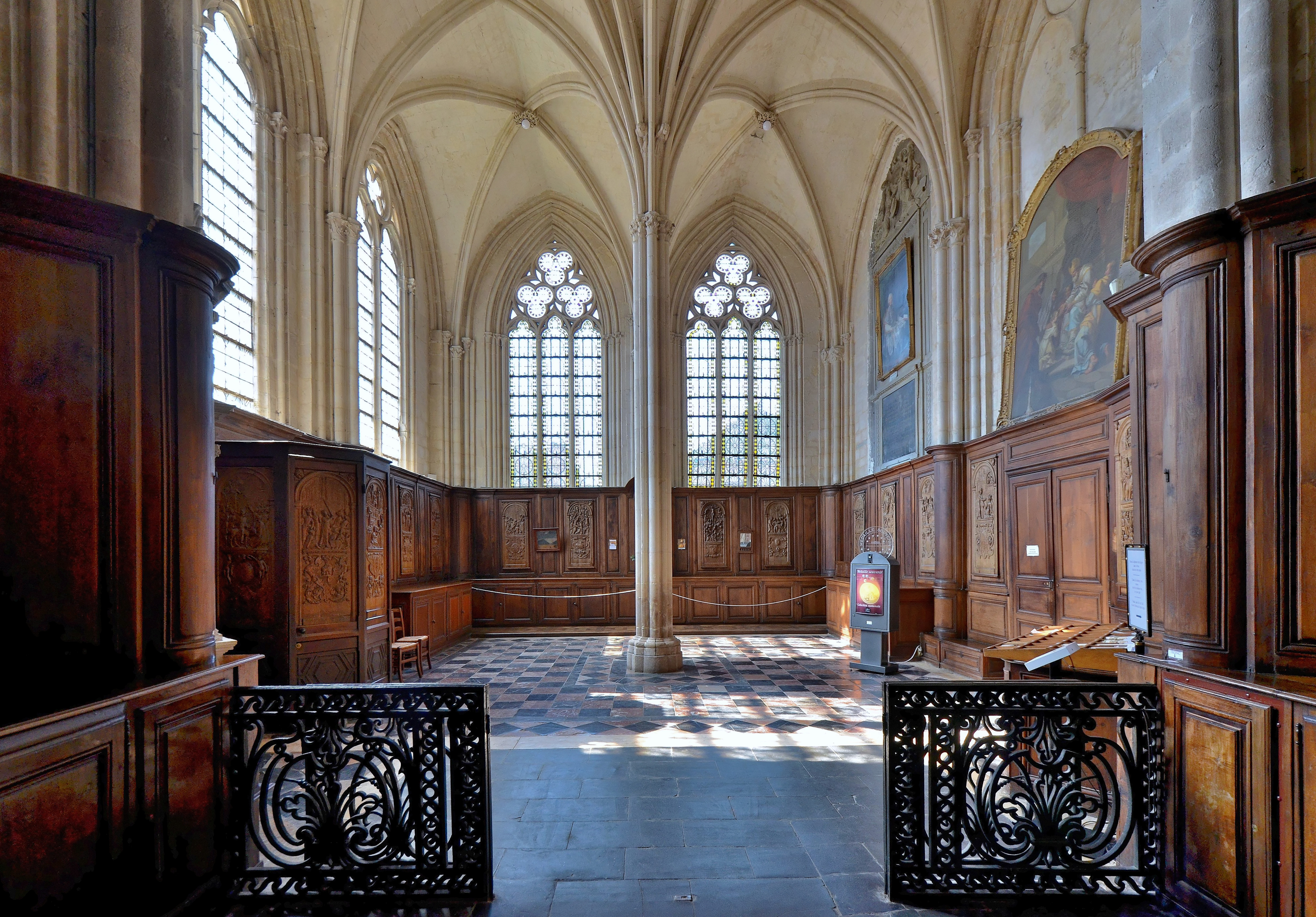
La sacristie de la cathédrale.

La sacristie gothique, située entre le croisillon sud et le côté méridional du chœur, est située à la troisième travée du chœur et accessible depuis son déambulatoire par une porte monumentale baroque ornée de marbreries. À l'intérieur, les dosserets sculptés des stalles en bois du XVIe siècle provenant du chœur ont été remontés les longs des parois de la sacristie.
Aux murs sont exposés une série de portraits d'évêques du Mans, remontant au XVIIe siècle et au XVIIIe siècle. Enfin, un lavabo en marbre est contenu dans un retable baroque en pierre et en marbres polychromes datant du XVIIe siècle.
Les verrières transparentes qui ornent les fenêtres de la sacristie datent du XVIIIe siècle.

### Les orgues

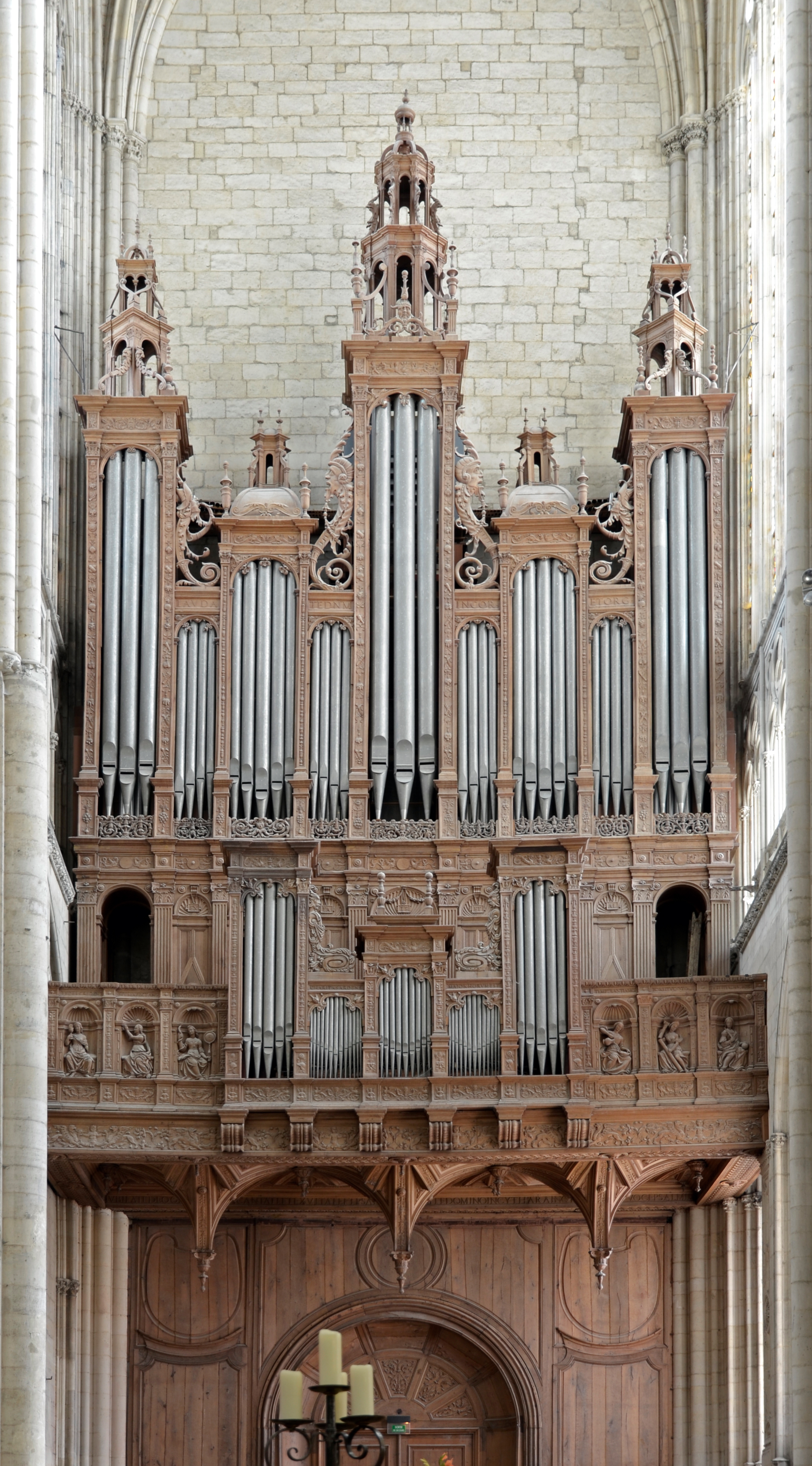
Grandes orgues.

Le grand orgue, installé au fond du croisillon sud du transept, fut réalisé, entre 1529 et 1535, par le facteur Pierre Bert dans un buffet de style Renaissance, conçu et sculpté suivant les directives de Simon Hayneufve. En 1634, les frères Jean et François de Héman restaurent l'orgue qui a alors 42 jeux. En 1848, la division du Récit est agrandie et celle du pédalier est renforcée par les frères Claude qui portent le nombre de jeux à 46.
En 1913, le nombre de jeux est augmenté à 52. Louis Vierne inaugure l'instrument ainsi transformé.
En 1954, la partie instrumentale est classée par les Monuments Historiques.
De 1959 à 1963, Pierre Chéron entreprend une restauration qui sera achevée par Joseph Beuchet pour la partie mécanique et la maison Danion-Gonzalez pour la partie sonore néoclassique. L'instrument est inauguré par Gaston Litaize en 1974.
Il est restauré entre 2016 et 2018 par le groupement d'entreprises Orgues Giroud et Orgues Plet. Pierre Pincemaille aurait dû faire le concert inaugural du 3 juin 2018, mais ce dernier étant décédé, c'est Loïc Mallié qui a assuré le concert.
L'instrument possède 63 jeux sur quatre claviers manuels et pédalier pour 4204 tuyaux. Les transmissions sont mécaniques pour les claviers et électro-mécaniques pour les registres et accouplements (avec combinateur électronique). Boîte expressive pour la Voix Humaine et le Récit.
| Positif de dos 56 notes |
| Montre 8'               |
| Bourdon 8'              |
| Prestant 4'             |
| Flûte ouverte 4'        |
| Nasard 2 2/3'           |
| Doublette 2'            |
| Tierce 1 3/5'           |
| Larigot 1 1/3'          |
| Fourniture IV           |
| Cymbale III             |
| Cromorne 8'             |
| Trompette 8'            |
| Clairon 4'              |
| Tremblant               |

| Grand-Orgue 56 notes |
| Montre 16'           |
| Bourdon 16'          |
| Montre 8'            |
| Bourdon 8'           |
| Flûte ouverte 8'     |
| Prestant 4'          |
| Flûte ouverte 4'     |
| Grosse Tierce 3 1/5' |
| Nasard 2 2/3'        |
| Doublette 2'         |
| Tierce 1 3/5'        |
| Grosse Fourniture II |
| Fourniture III       |
| Cymbale IV           |
| Cornet V             |
| Bombarde 16'         |
| Trompette 8'         |
| Clairon 4'           |

| Récit 56 notes      |
| Quintaton 16'       |
| Gambe 8'            |
| Voix Céleste 8'     |
| Flûte Harmonique 8' |
| Viola 4'            |
| Flûte Octaviante 4' |
| Octavin 2'          |
| Cornet V            |
| Basson 16'          |
| Basson-Hautbois 8'  |
| Trompette 8'        |
| Clairon 4'          |

| Solo 56 notes          |
| Bourdon 8'             |
| Flûte à cheminée 4'    |
| Quarte 2'              |
| Larigot 1 1/3'         |
| Piccolo 1'             |
| Septième 1 1/7'        |
| Cornet V               |
| Voix Humaine 8'        |
| Trompette 8' (chamade) |
| Clairon 4' (chamade)   |
| Tremblant              |

| Pédale 32 notes |
| Soubasse 32'    |
| Flûte 16'       |
| Soubasse 16'    |
| Flûte 8'        |
| Bourdon 8'      |
| Quinte 5 1/3'   |
| Octave 4'       |
| Bombarde 16'    |
| Trompette 8'    |
| Clairon 4'      |

### Les cloches
La tour abrite sept cloches. Un timbre, cloche fixe sans battant intérieur, (Ré 3 de 1 200 kg environ) datant du XIVe siècle et une sonnerie de six cloches fondues par la fonderie Bollée père et fils du Mans en 1859 (Ernest et Amédée père) :
- Julien (bourdon) : Fa # 2 - 6 423 kg ;
- Marie : Si 2 - 2 580 kg ;
- Gervaise : Do # 3 - 1 788 kg ;
- Protaise : Ré # 3 - 1 255 kg ;
- Liboire : Mi 3 - 1 044 kg ;
- Aldrique : Fa # 3 - 72 kg.

Le beffroi et l'ensemble de la sonnerie ont fait l'objet d'une grande restauration en 2014.

### La croix («Le Christ aux bras ouverts»)
Réalisée par l'artiste Goudji à la demande du diocèse du Mans, cette croix a été bénite et élevée dans ce chœur le dimanche 20 octobre 2013 en présence d'une foule de fidèles remplissant la cathédrale.

## Galerie

Extérieur
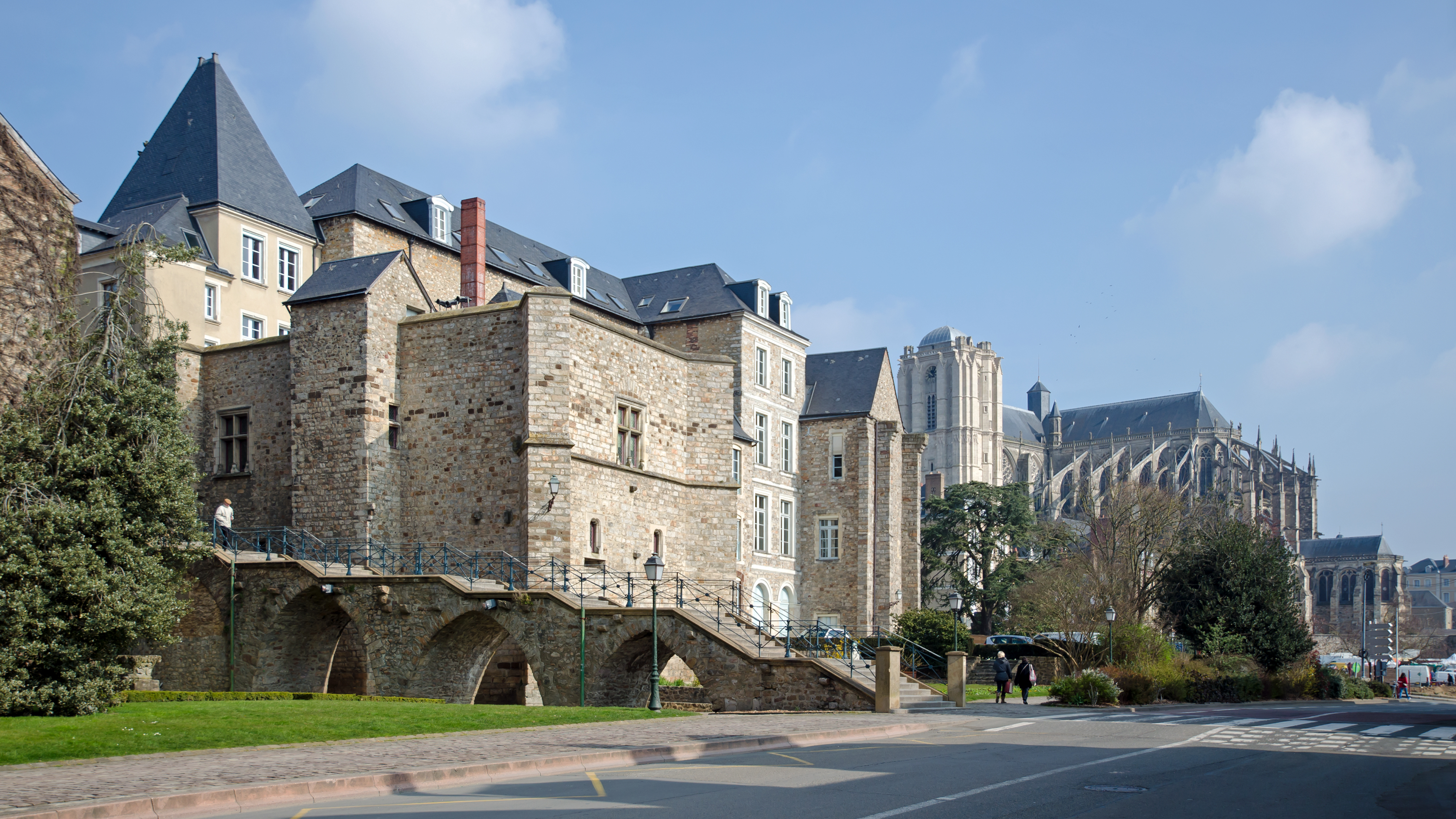
La cathédrale derrière le Palais des comtes du Maine, actuelle mairie du Mans
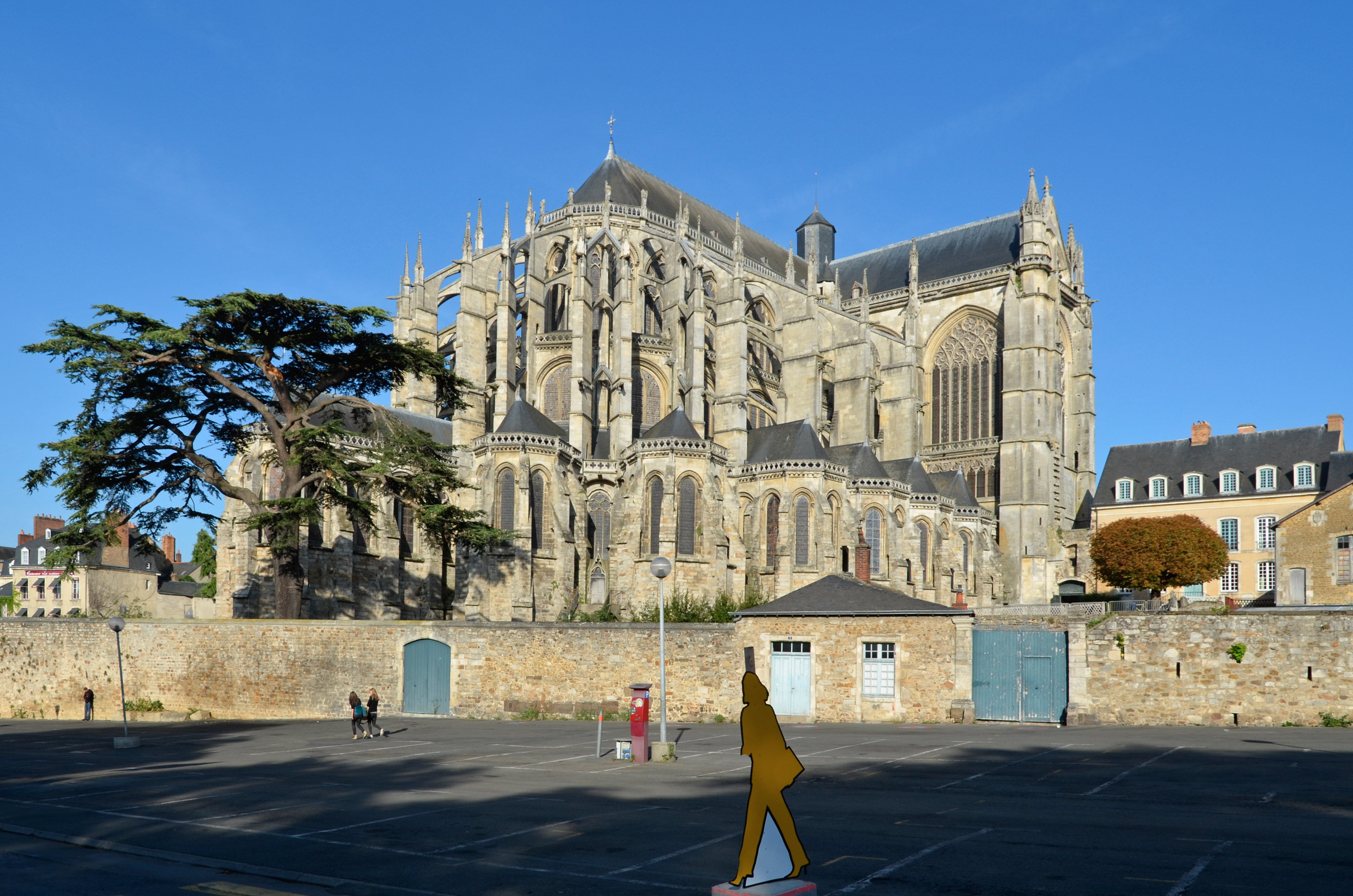
Le chevet depuis le boulevard Paderborn.
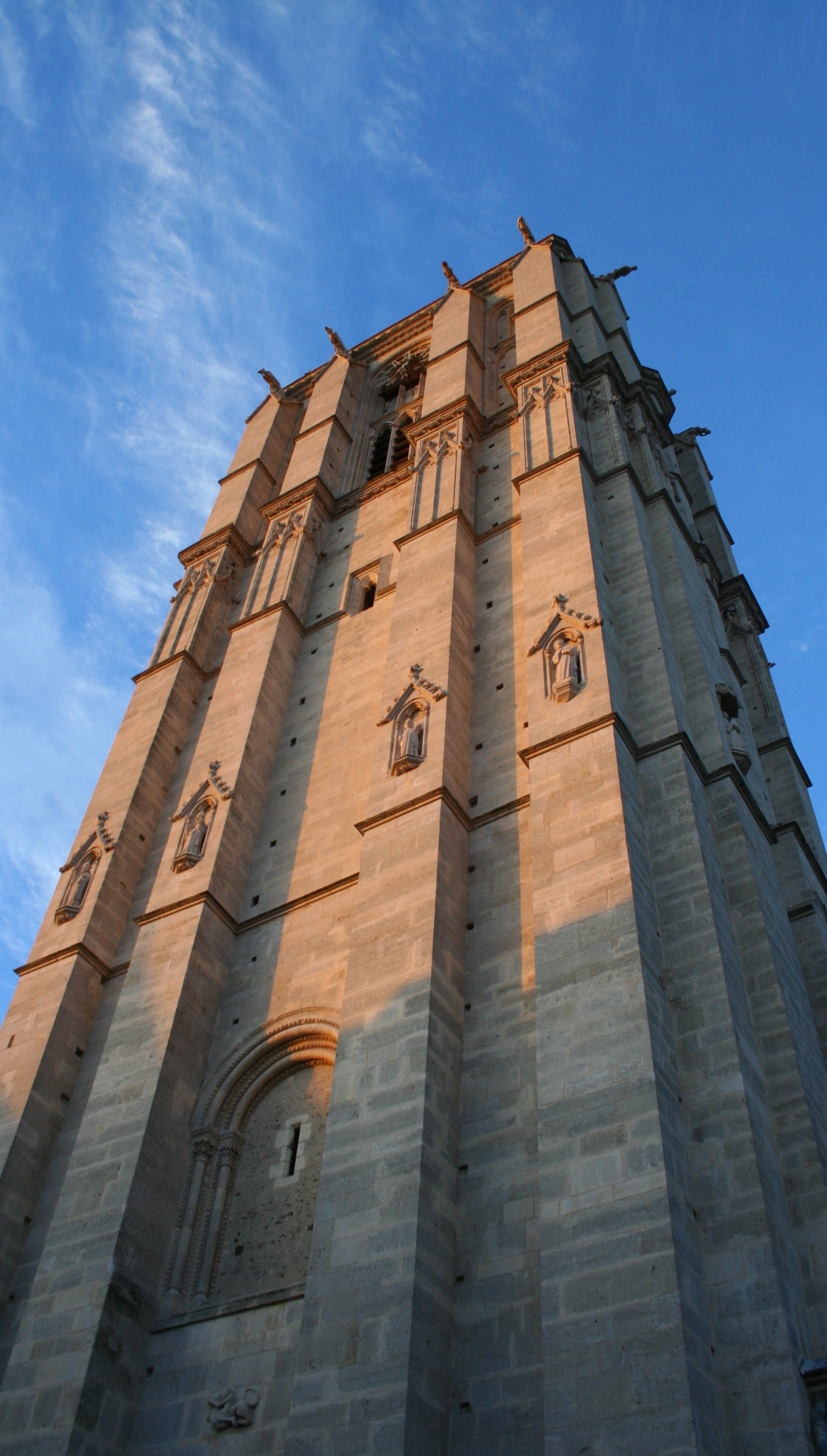
L'unique tour de la cathédrale.
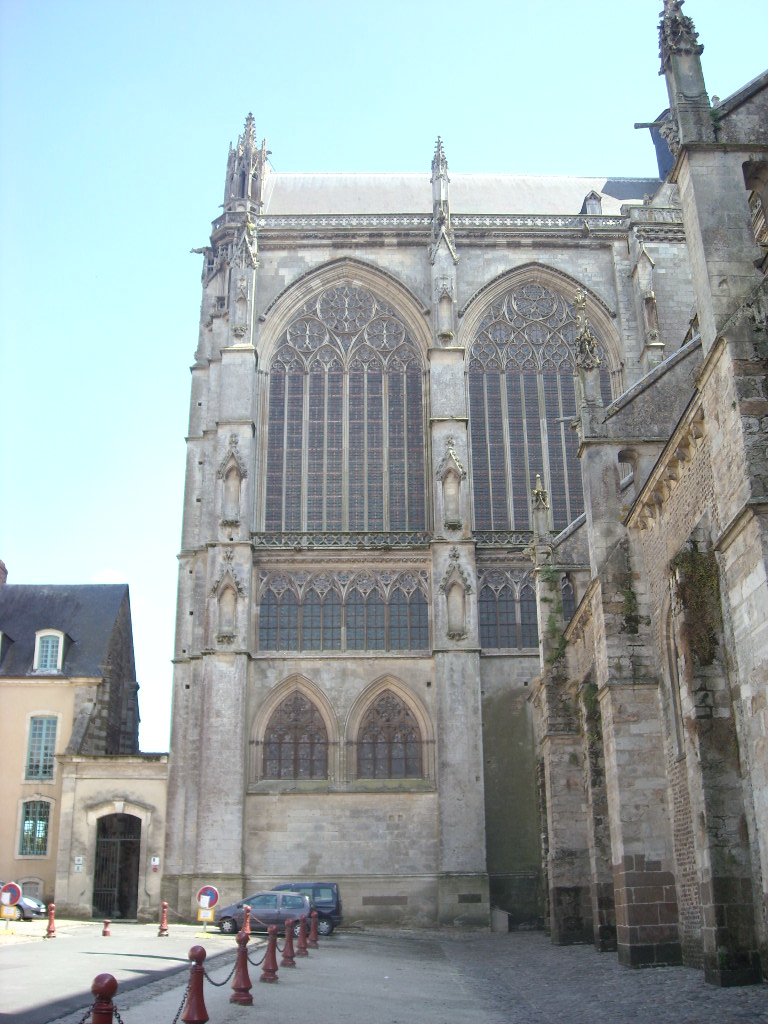
Bras nord du transept.
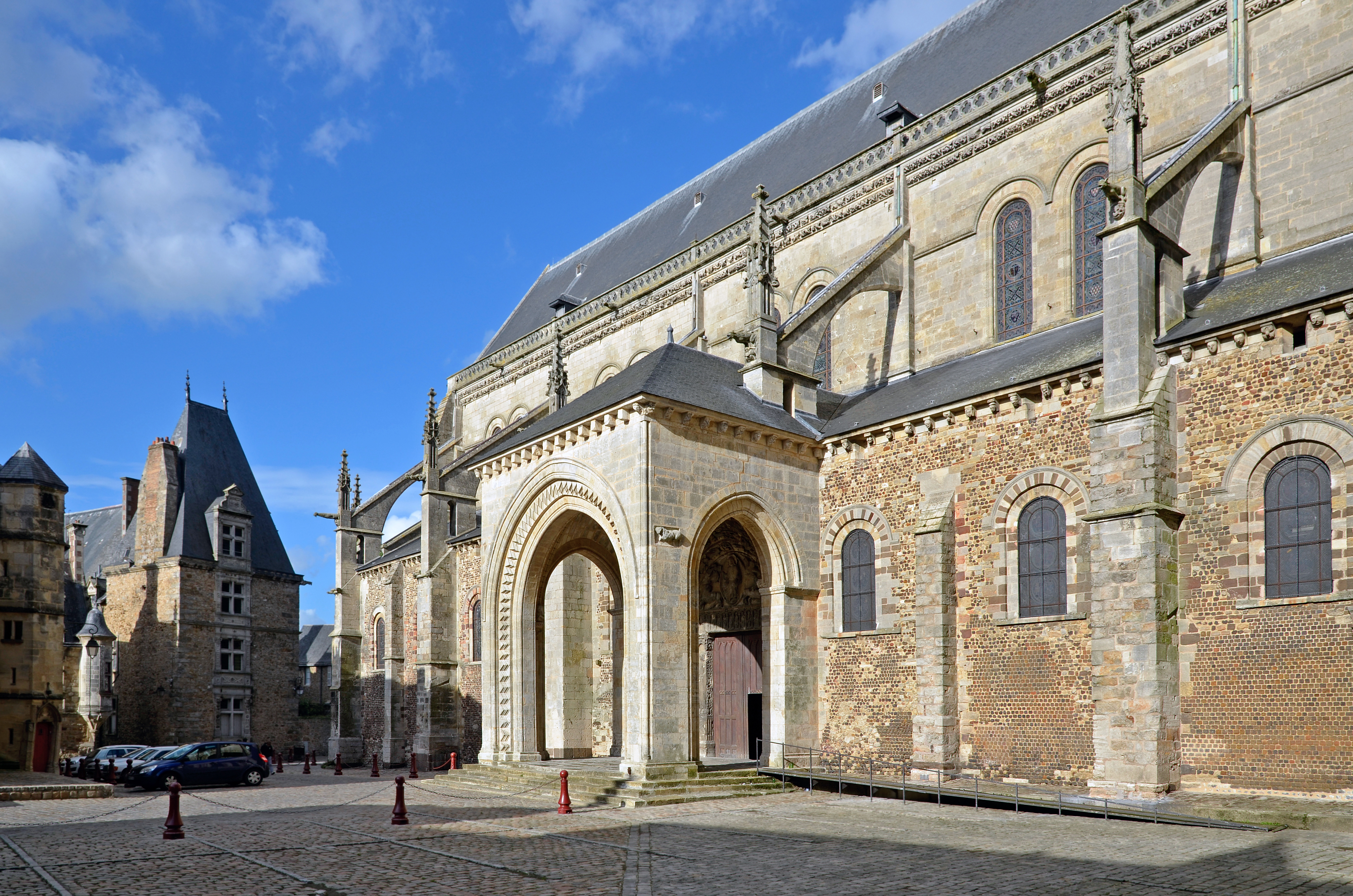
Porche du portail sud.
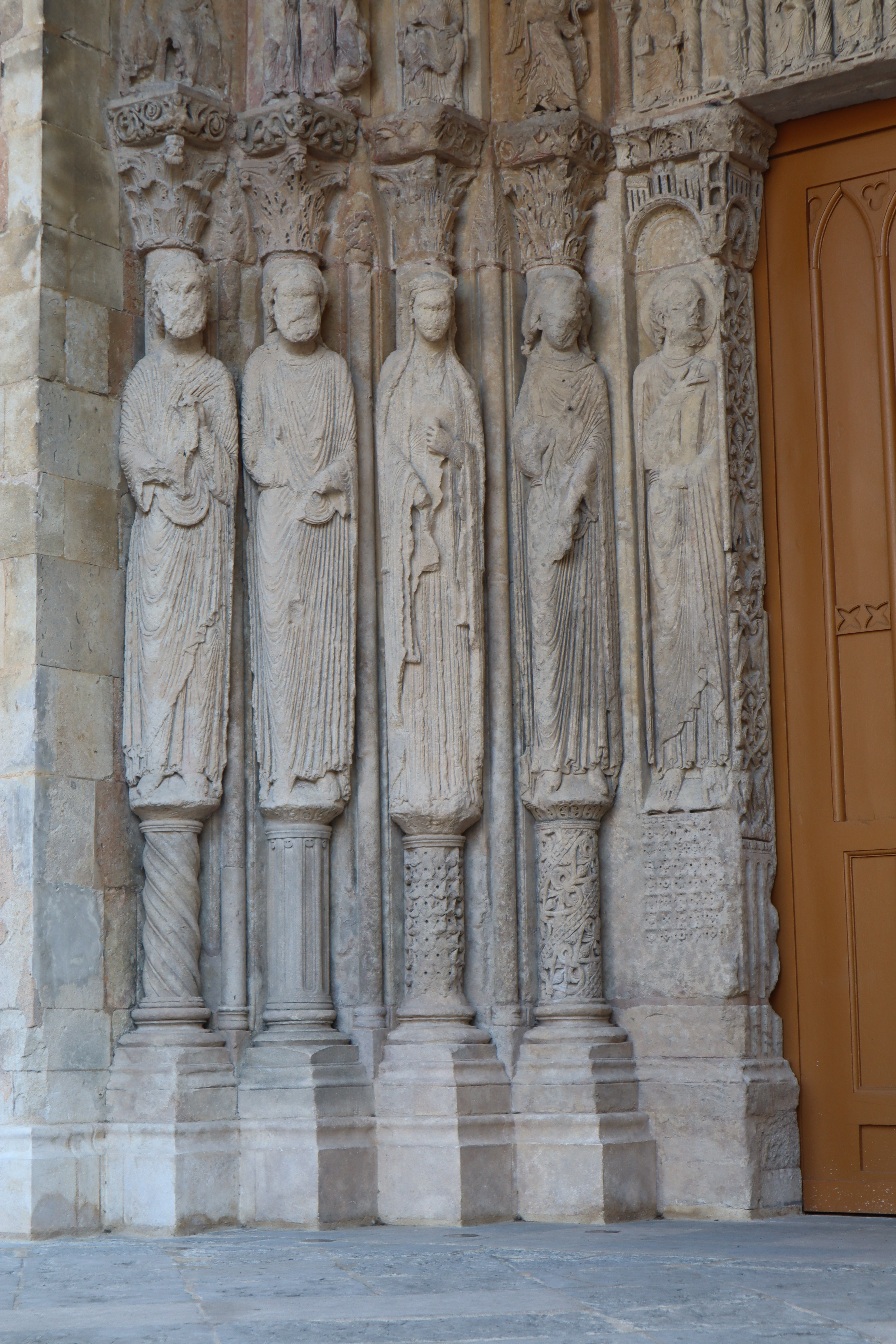
Statues colonnes du portail sud (ca. 1150).
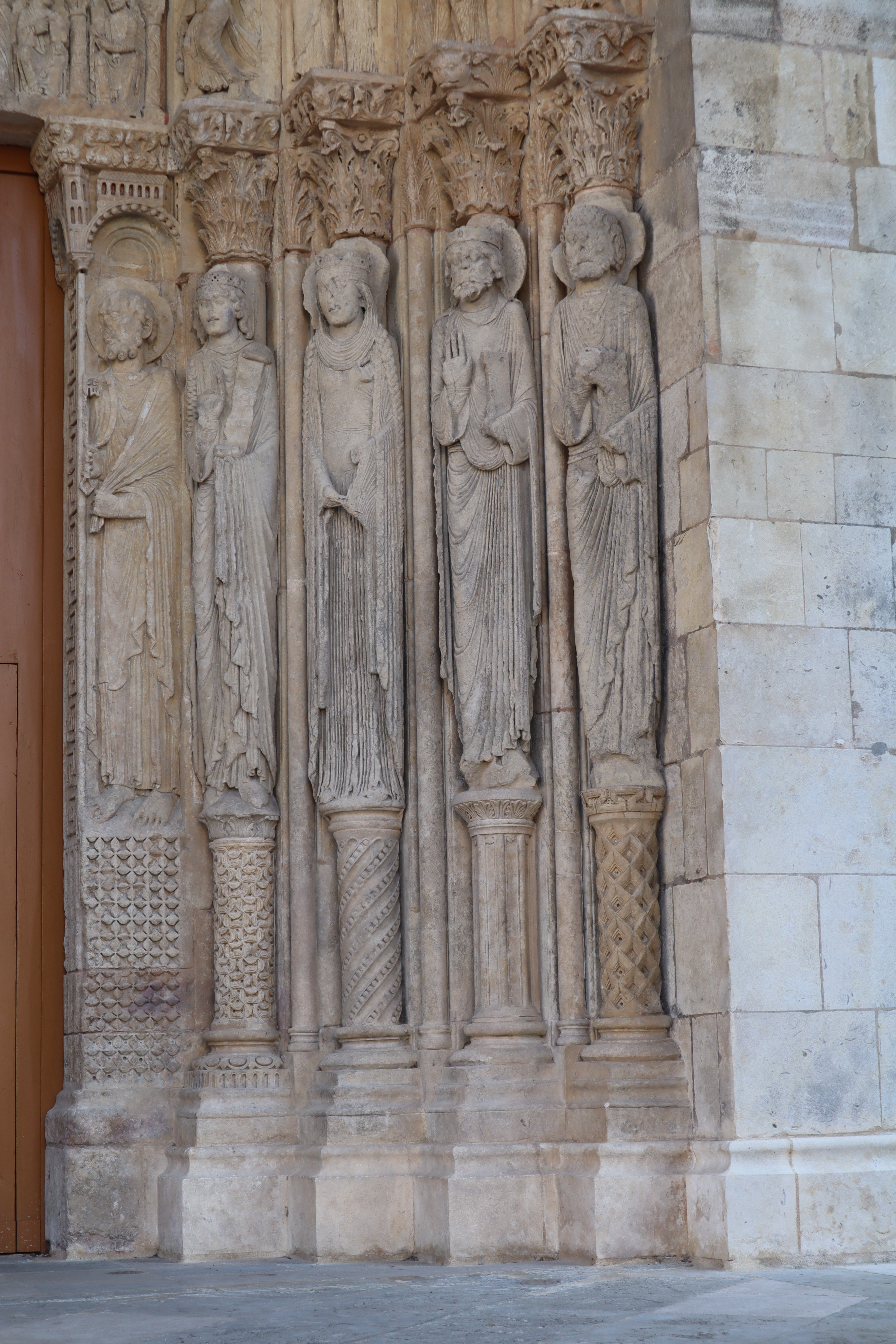
Statues colonnes du portail sud (ca. 1150).
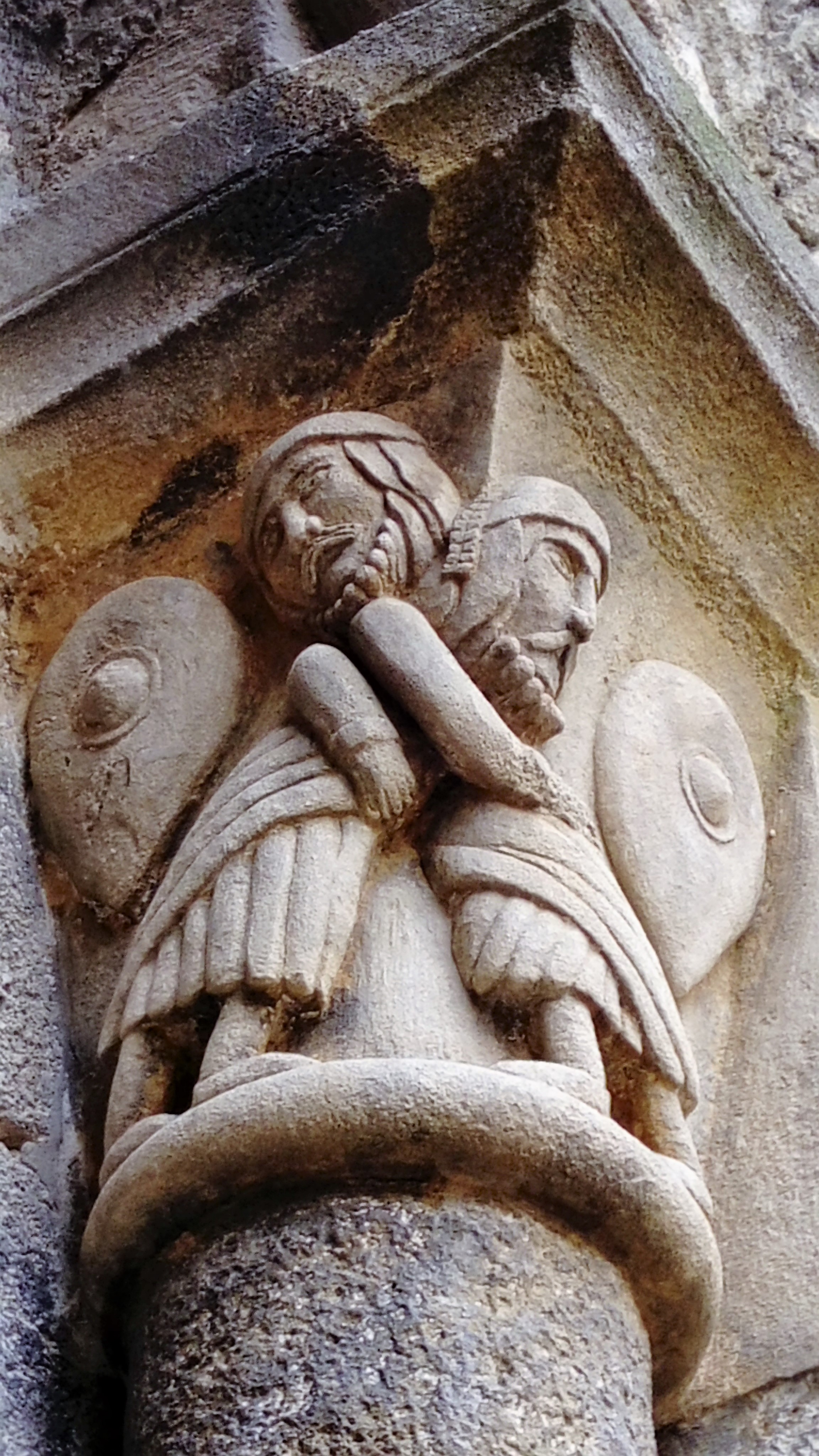
Sculpture de deux hommes s'étreignant, chapiteau de la façade occidentale.
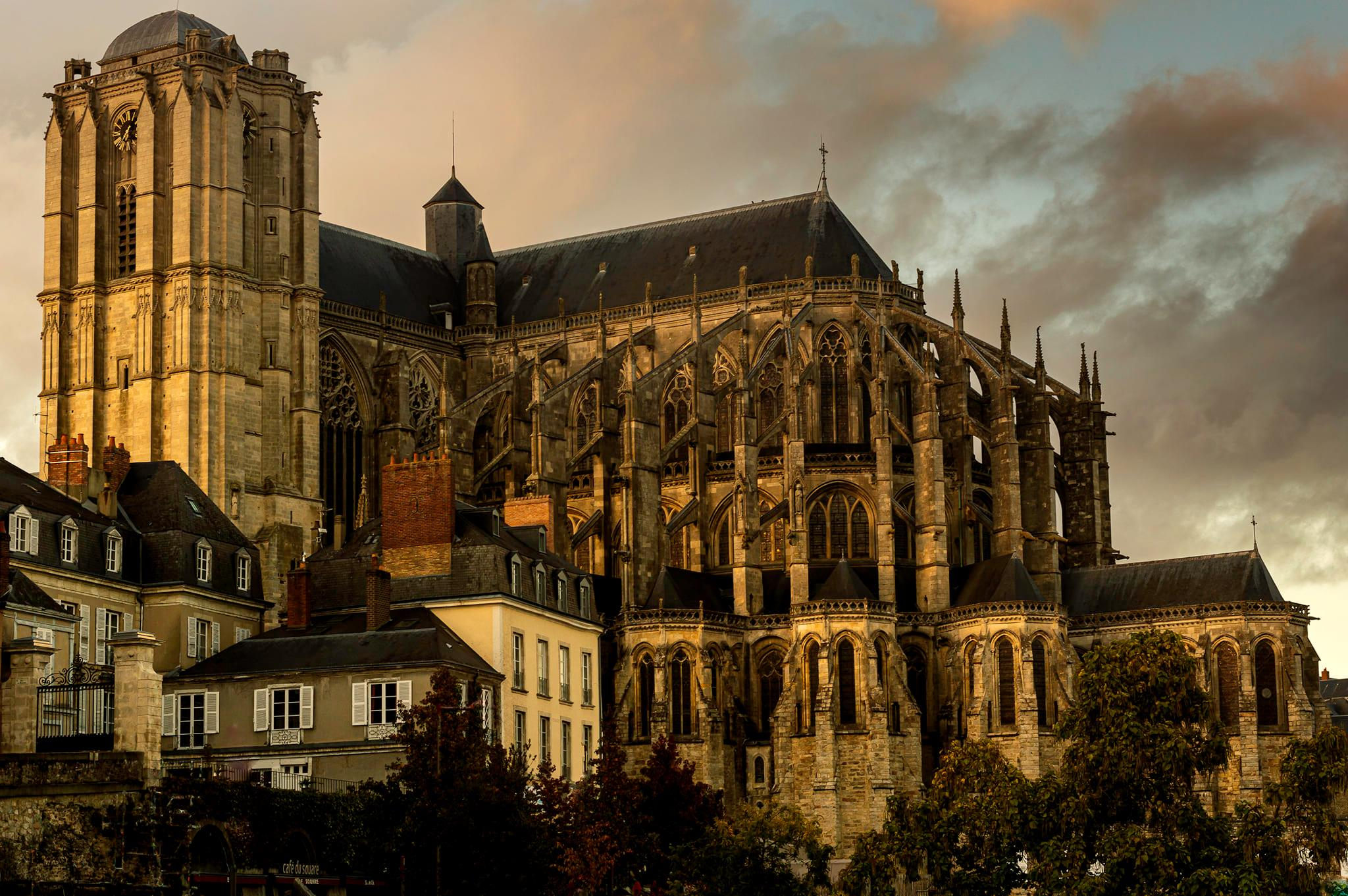
Vue sud-ouest.

Intérieur
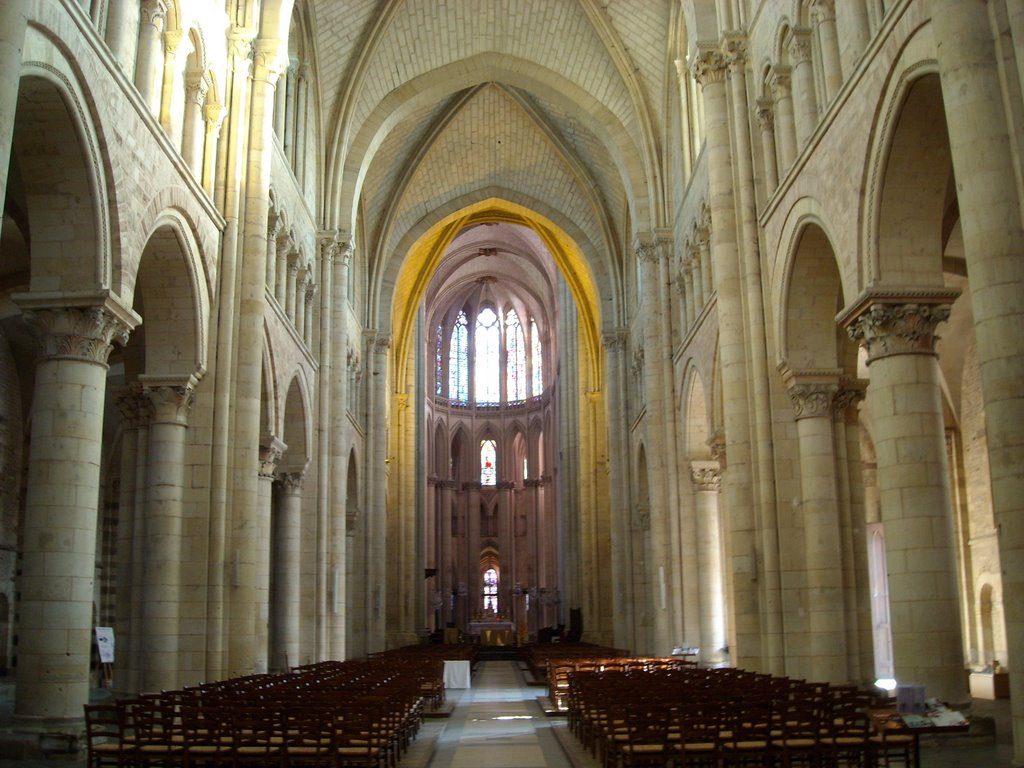
Vue générale intérieure.
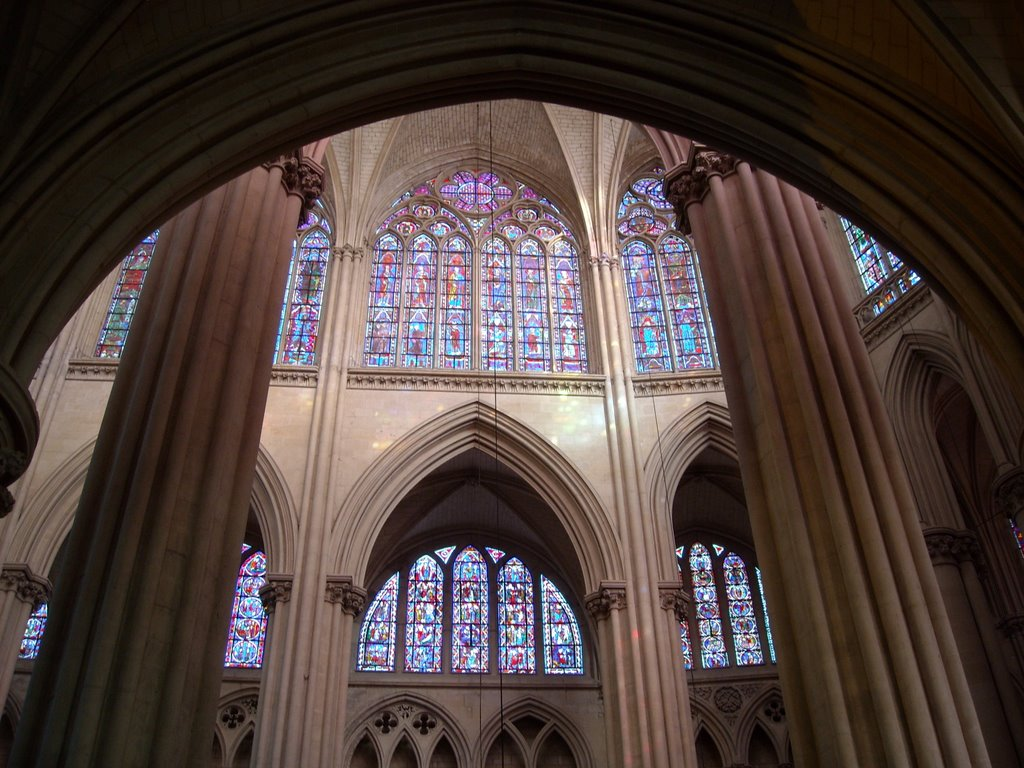
Voûtes et vitraux gothiques du chœur.
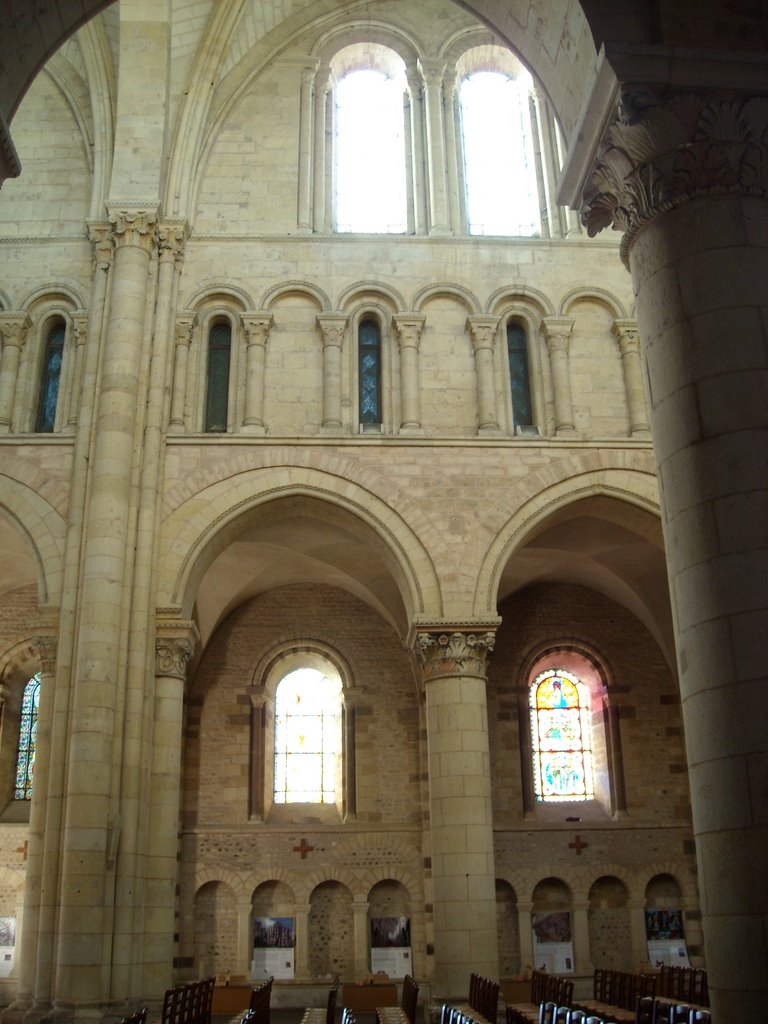
Bas-côté nord de la nef romane.
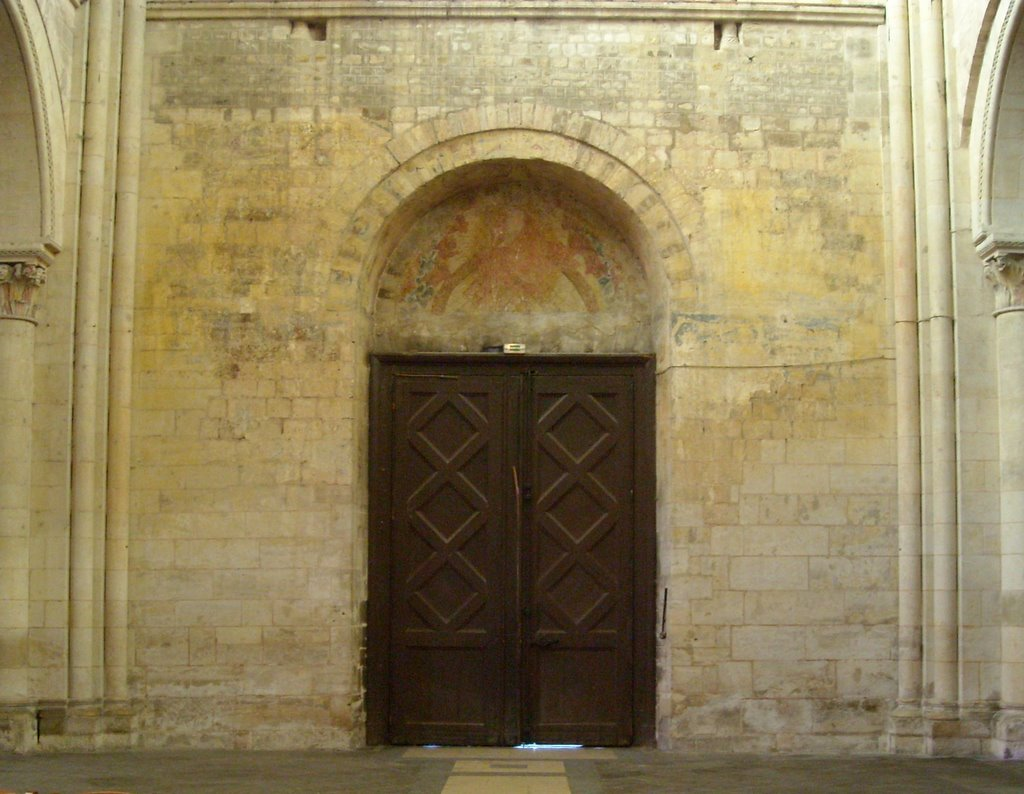
Porte de sortie ouest.
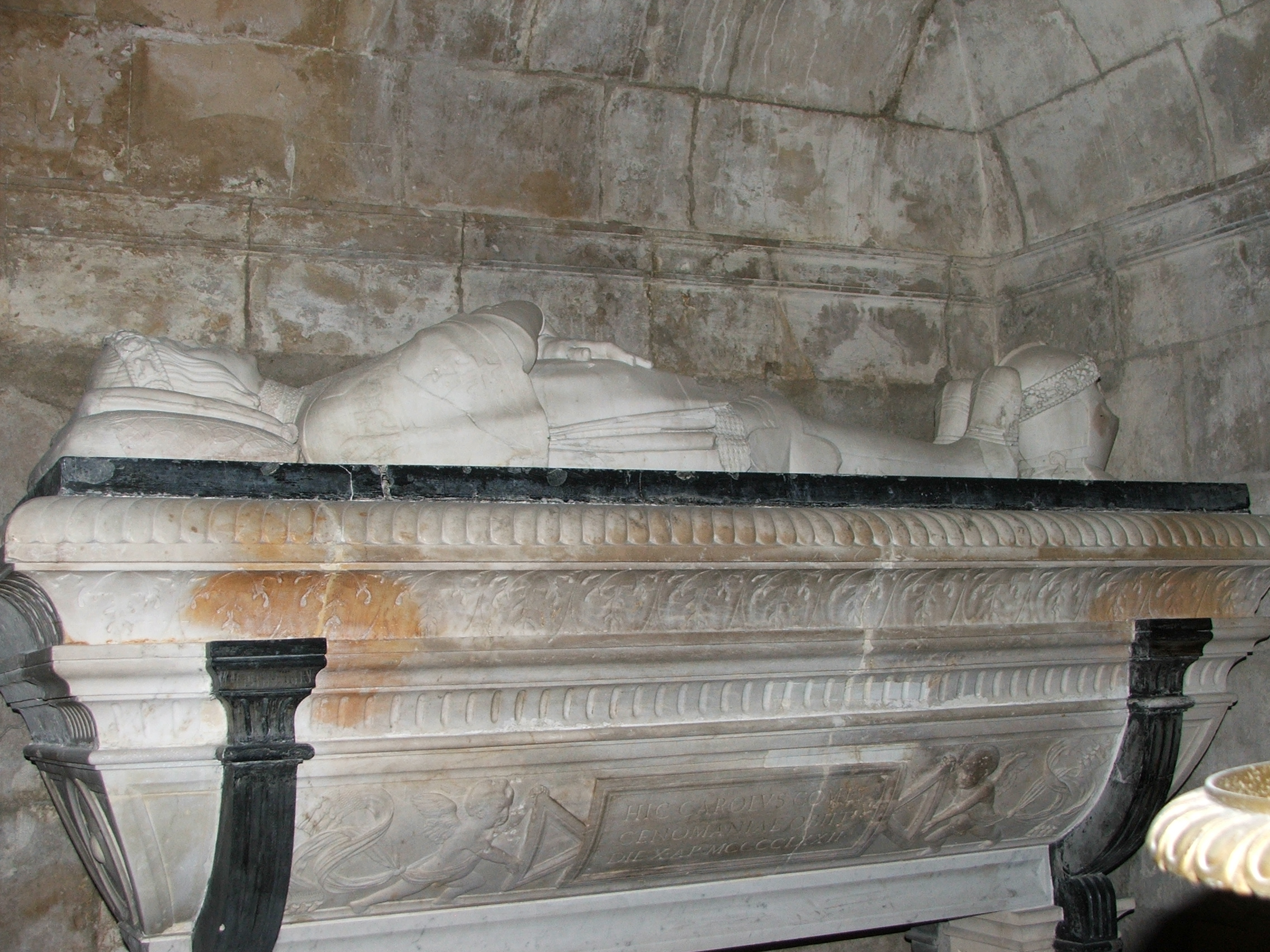
Tombeau de Charles IV d'Anjou, comte du Maine, décédé en 1472, dans la première abside au Nord, sculpture attribuée à Francesco Laurana.
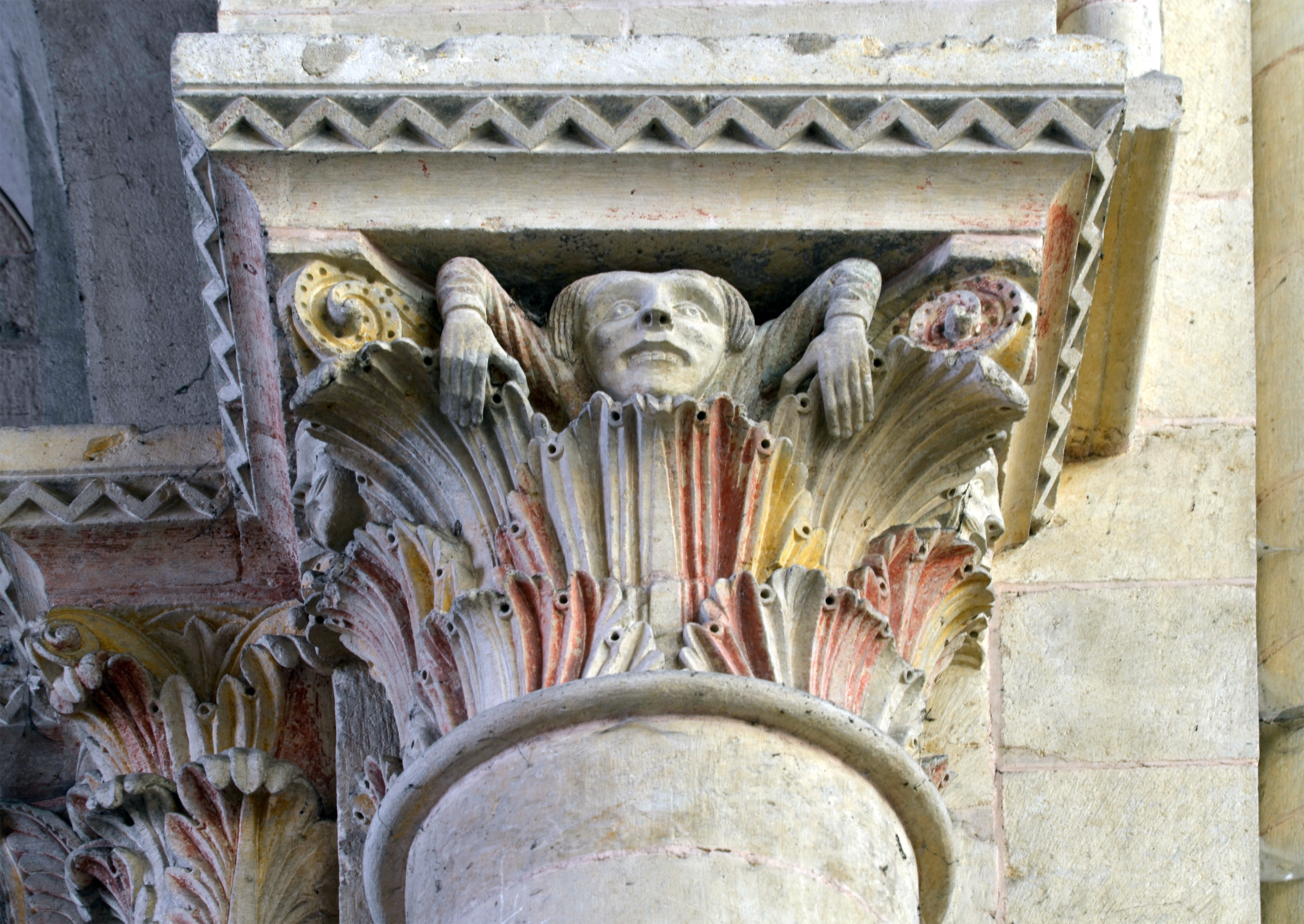
Chapiteau d'un pilier de la nef.
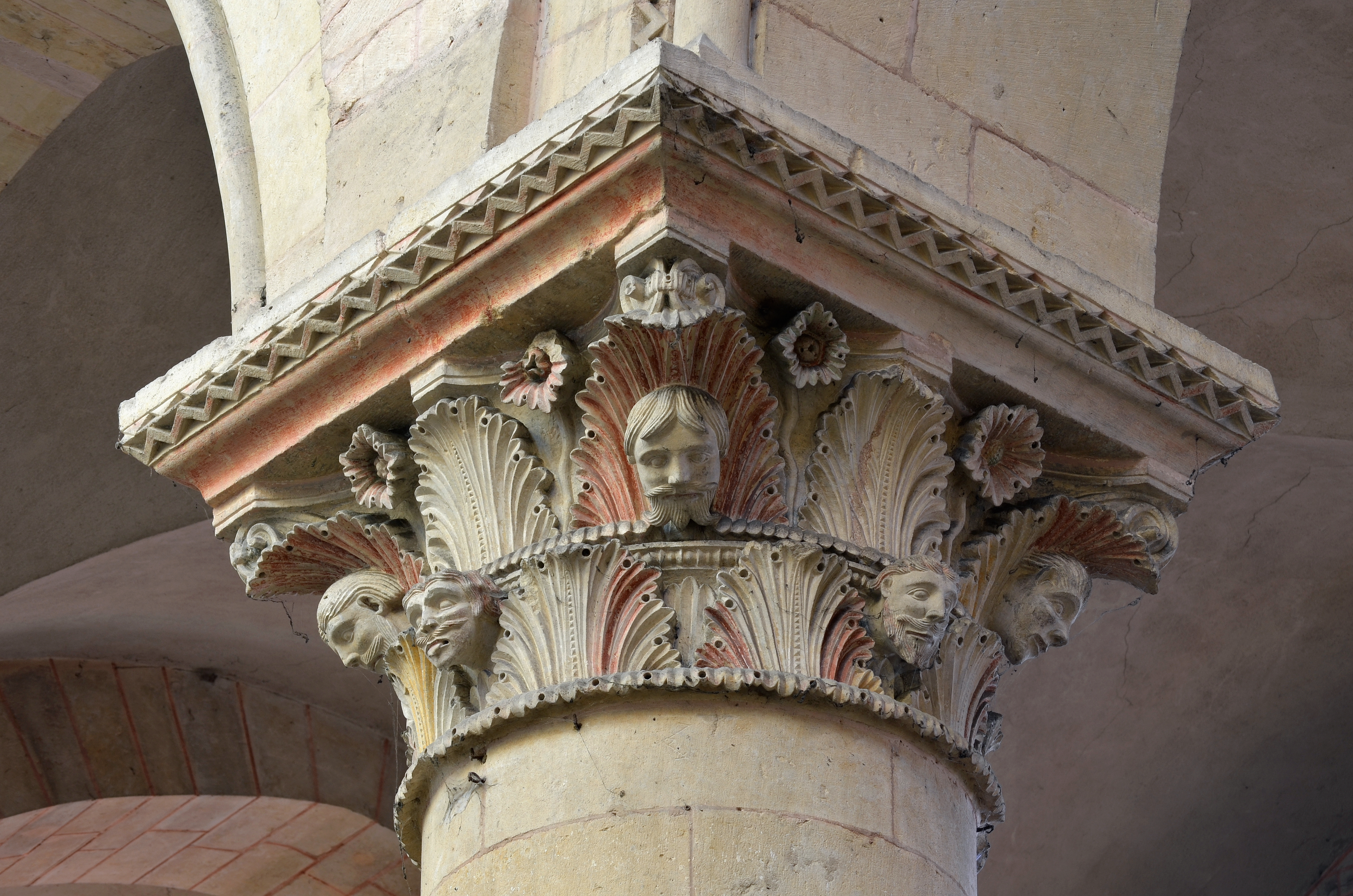
Chapiteau d'un pilier de la nef.
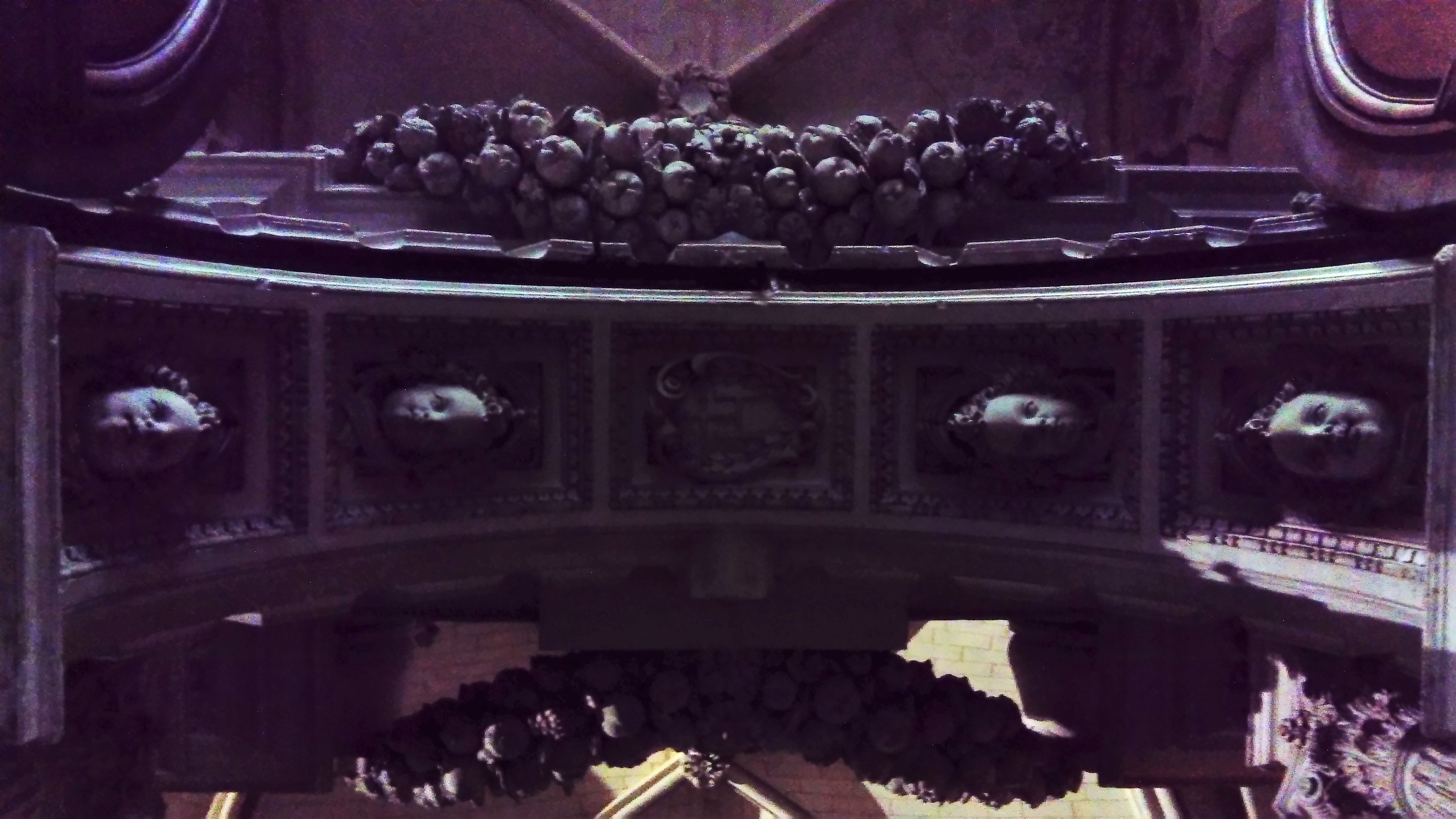
Seuil à têtes d'angelots.
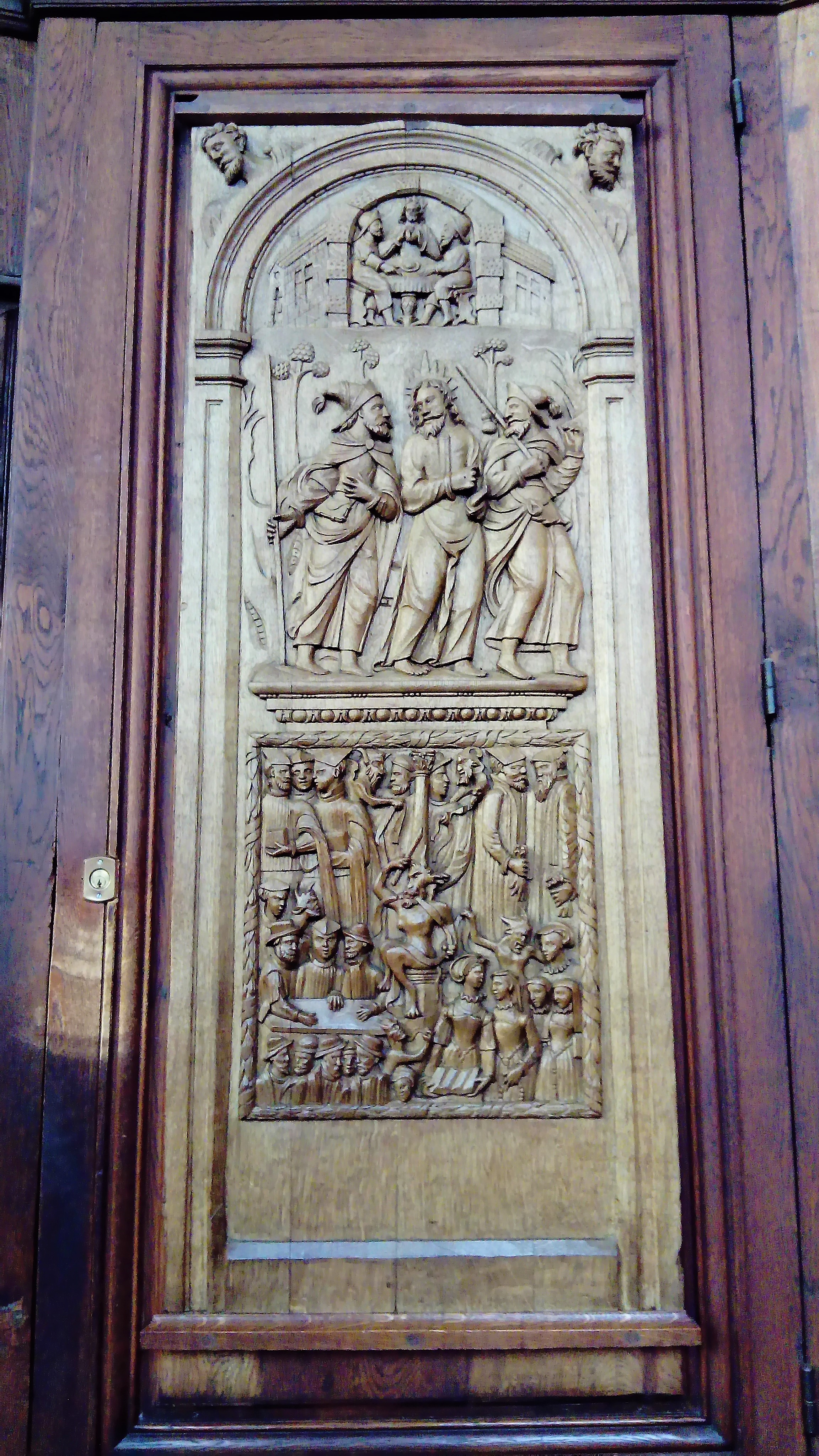
Panneau de bois sculpté à trois scènes, dont une avec le Christ, l'autre avec le diable.
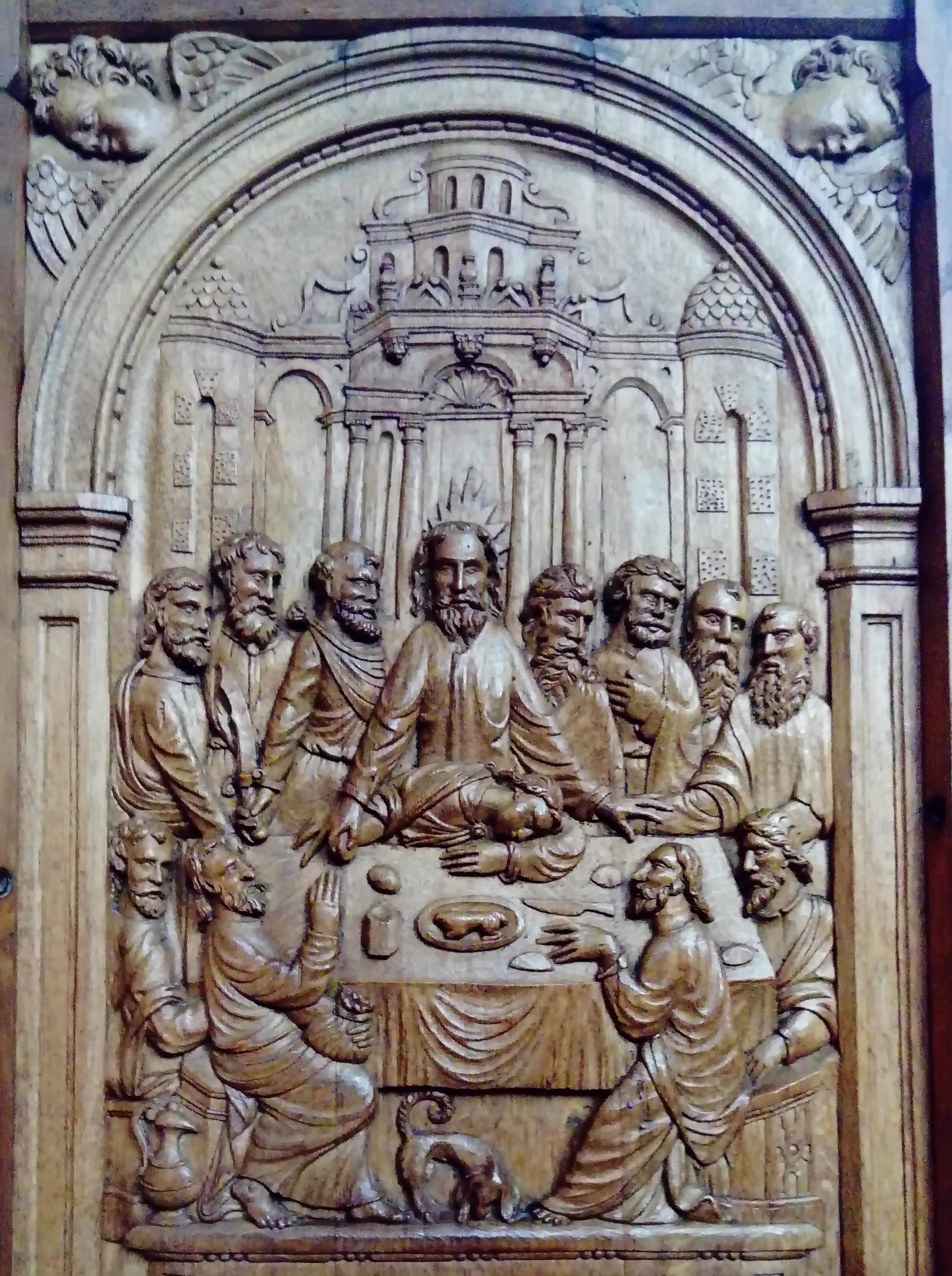
Représentation de la Cène gravée dans le bois.
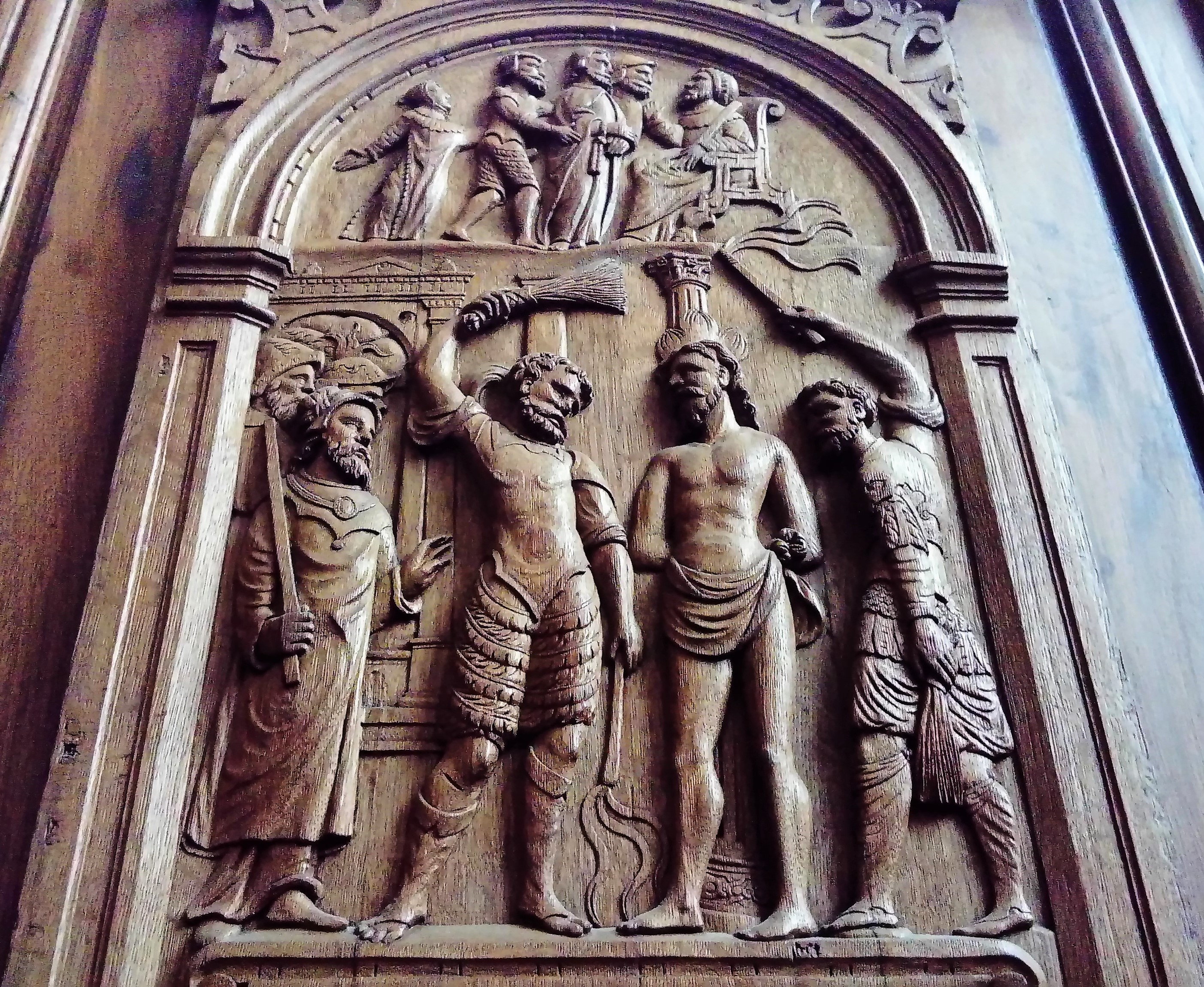
Flagellation du Christ sculptée dans une boiserie.
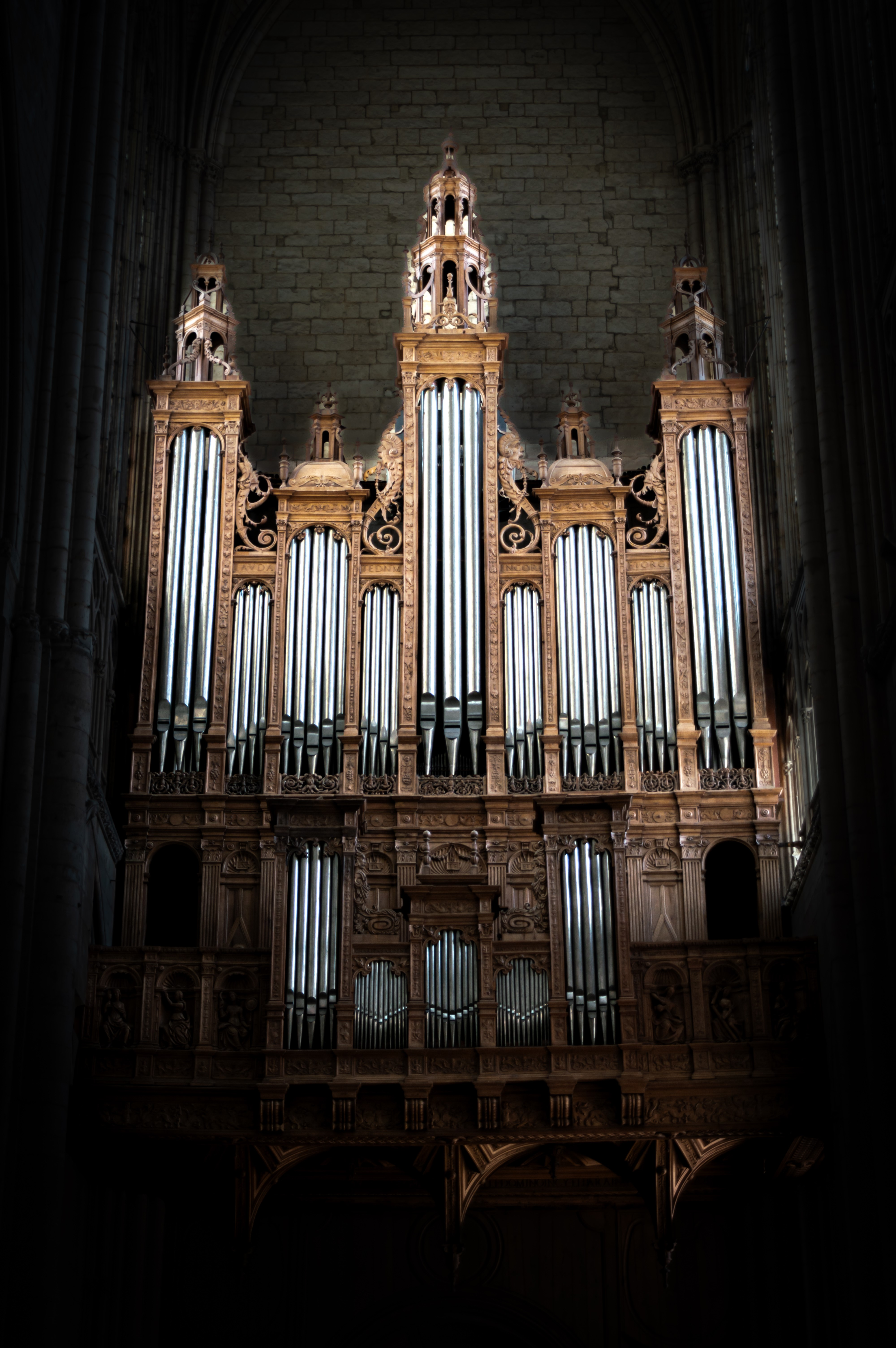
Grands orgues.
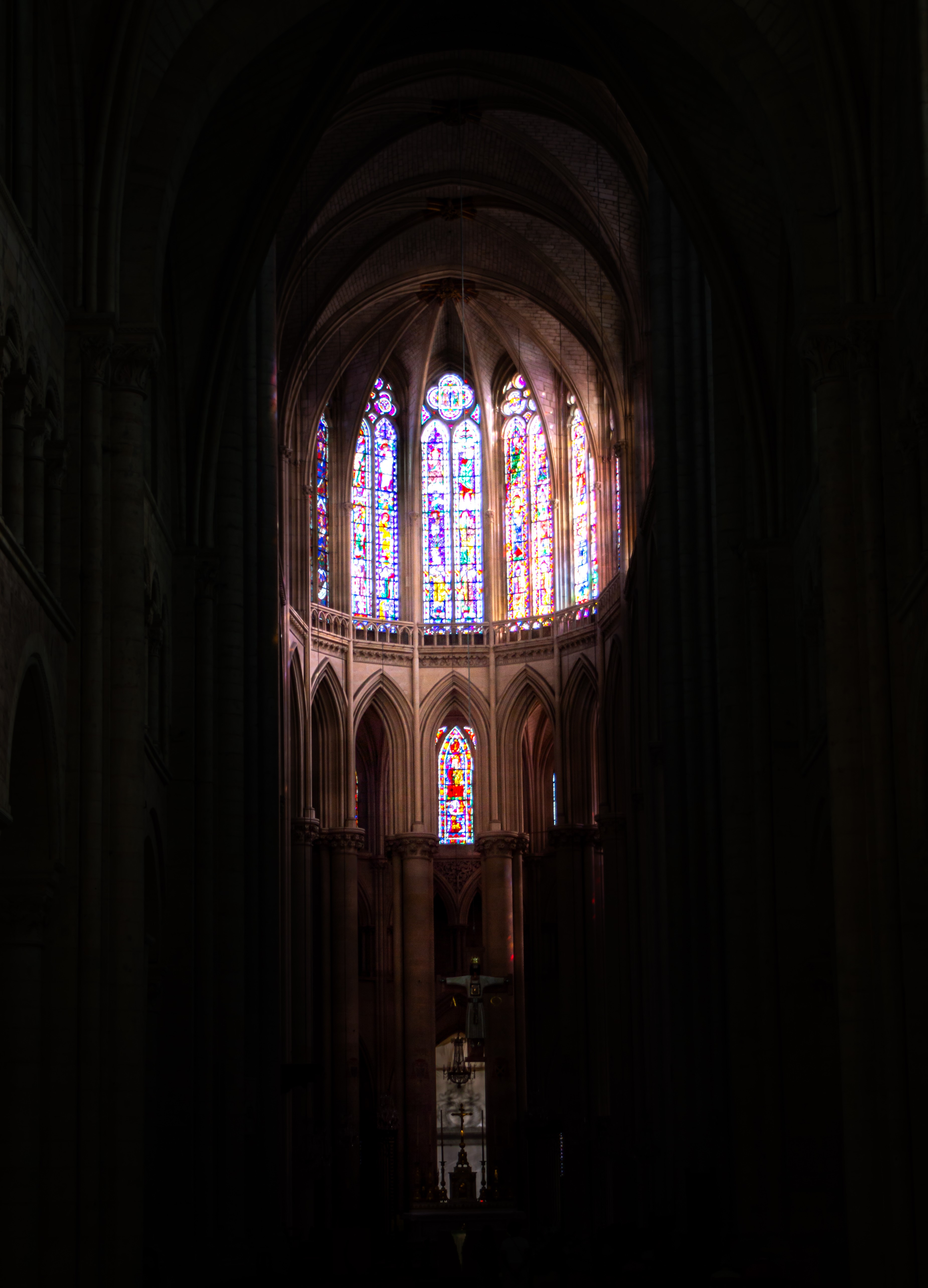
Vitraux du chœur de la cathédrale.

## Aspects culturels
Avec 283 613 visiteurs, la cathédrale Saint-Julien a été le monument le plus visité des Pays de la Loire en 2009.